# イギリス委任統治領パレスチナ

イギリス委任統治領パレスチナ
British Mandate for Palestine（英語）
الانتداب البريطاني على فلسطين（アラビア語）
המנדט הבריטי על פלשתינה א"י（ヘブライ語）

イギリス委任統治領パレスチナの地図（1946年）

イギリス委任統治領パレスチナ（イギリスいにんとうちりょうパレスチナ、英語: British Mandate for Palestine、アラビア語: الانتداب البريطاني على فلسطين、ヘブライ語: המנדט הבריטי על פלשתינה א"י）は、国際連盟によりパレスチナに創設された、イギリスが統治を行う委任統治領である。パレスチナは、16世紀以来この地を治めていたオスマン帝国から、第一次世界大戦後にイギリス帝国の委任統治下に入った領土である。イギリスは1918年にこの地の占領統治を開始し、1920年から高等弁務官による民政を開始して実質的に植民統治を開始していた。
委任統治領パレスチナの決議案は1922年7月24日に国際連盟理事会で公式に承認され、1923年9月26日に発効した。この決議案は、委任統治の原則を定めた国際連盟憲章第22条と、第一次世界大戦後に連合国主要国が集まりオスマン帝国を分割して英仏の委任統治領を置くことを協議したサン・レモ会議（1920年4月25日）で決められた原則に基づく。これにより、オスマン領シリアの南部（パレスチナ）に1923年から1948年にかけて委任統治領が成立することになる。

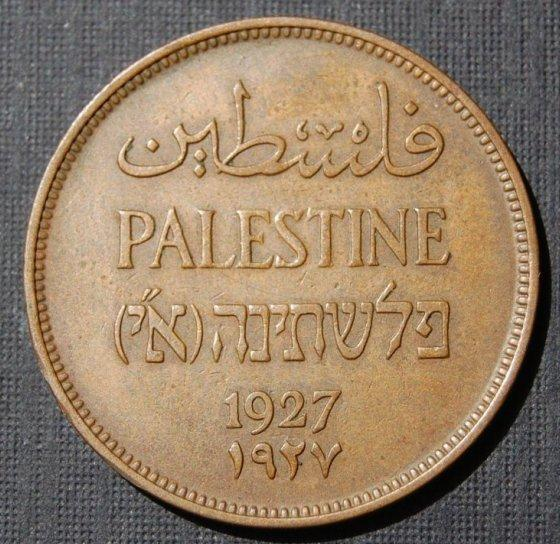
委任統治領下の通貨

パレスチナ委任統治決議の序文には次のようにある。これは、イギリスがロスチャイルド卿との間に交わした「バルフォア宣言」の条文を基本的にそのまま使ったものである。
連合国主要国は、委任統治が、1917年11月2日にイギリス国王陛下の政府により発せられ、いわゆる列強が承認した宣言を実行し、ユダヤ人のナショナル・ホーム（民族郷土）をパレスチナに確立することに責任を負うべきであると合意した。また、パレスチナに存在する非ユダヤ人コミュニティーの市民的・宗教的権利を不利にすることや、あらゆる他の国に在住するユダヤ人が享受する権利や政治的地位を不利にすることはなされてはならないと明確に了解された。
1922年9月16日の国際連盟による承諾によって、イギリスは委任統治領を2つの地域に分けた。すなわち、イギリスの直轄支配を受けるヨルダン川より西のパレスチナと、ヒジャーズ王国の王族ハーシム家が治めるヨルダン川東部の自治領トランスヨルダンである。トランスヨルダンの創設は、イギリスがハーシム家との間に約束した1915年の「マクマホン宣言」に基づく。この分割により、バルフォア宣言でパレスチナに創設することを認めたユダヤ人のナショナル・ホーム（民族郷土）の範囲から、トランスヨルダンの部分は除外されることになった。

## 名称
この委任統治領へ与えられる名は、ヨーロッパでもなじみのある伝統的な呼称である「パレスチナ」であった。イギリス委任統治領メソポタミアのメソポタミアのようにパレスチナという古い呼称を復活させたのはイギリスの中東専門家マーク・サイクスの方針であった。委任統治決議では、パレスチナには英語・アラビア語・ヘブライ語の三つの公用語が用いられることになっていた（第22条）。これによりイギリス当局は、アラビア語でもヘブライ語でも、英語の「パレスチナ」に相当する呼び方（アラビア語の「フィラスティーン」 filasţīn, فلسطين およびヘブライ語のパレスティナ palestína, פּלשׂתינה）を使用することを決定した。これに対し、ユダヤ人指導部はヘブライ語での正式名称を「イスラエルの地」を意味する「エレツ・イスラエル」（Eretz Yisra′el, ארץ ישׂראל）にすることを求めたが、最終的には妥協し、ヘブライ語での公式文書で「パレスチナ」と呼称する度に、カッコ付きで「エレツ・イスラエル」の頭文字であるヘブライ文字のアレフとヨッドを表記する（つまり、 (א″י) という表記が必ず付く）こととした。アラブ人指導層はこれを委任統治決議の侵害として抗議した。アラブ人政治家の中には、アラブ側も独自の名称を公式文書の中に認めさせようとし、「南シリア」（سوريا الجنوبية）が提案されたが、イギリス当局は却下している。

## 背景

### オスマン帝国に対する戦略

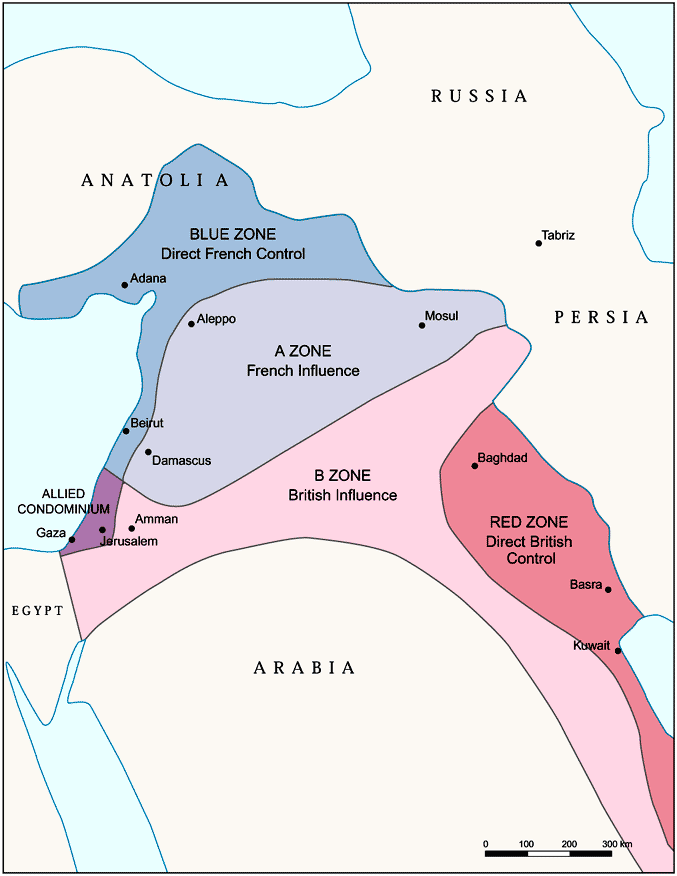
サイクス・ピコ協定における中東分割（青系=フランス、赤系=イギリス）。直轄地（濃い色）と影響圏（薄い色）のほか、パレスチナに共同統治領が置かれる

1915年、オスマン帝国が中央同盟国に参加して第一次世界大戦に参戦すると、スエズ運河がオスマン帝国軍の脅威にさらされ、連合国の戦略的利益が危うくなり、とりわけイギリスはインドとの連絡が危うくなった。これに対し、イギリス政府と軍は、地中海とペルシャ湾の間に陸橋状の地域を確保するという戦略を立てた。これにより、スエズ運河の代替となる陸上ルートを確保でき、陸上からペルシャ湾岸に軍を送ることが可能になり、インドの権益を守ることも、北からのロシアの侵略を防ぐこともできるようになるという計画であった。このために地中海側のパレスチナを確保することが重要となった。
オスマン帝国の戦後処理に対するフランスの発案に応え、イギリスは1915年にデ・ブンセン委員会（De Bunsen Committee）を設立し、戦争が勝利に終わった場合のイギリスのトルコおよびアジアにおける基本方針の性質を考えることにした。委員会はさまざまなシナリオを用意し、今後のオスマン帝国分割に際して、フランス、イタリア、ロシア帝国との協議にあたっての指針を決定した。委員会の推薦した案は、オスマン帝国を、非中央集権的な複数の国による連邦とすることであった。イギリスはフランスと共同しガリポリの戦い（1915年）を開始すると同時にメソポタミアにおいても戦端を開いたが、ガリポリではオスマン軍に撃退される結果になった。
1916年、フランスとイギリスは秘密のうちにサイクス・ピコ協定を結んだ。これにより中東は両国の影響圏により分割され、聖地を含むパレスチナは共同統治ということになった。一方、イギリスは中東に獲得する予定の土地について、これと相反する可能性のある約束を交わしている。メッカの太守（シャリーフ）フサイン・イブン・アリーに対しては、マクマホン書簡において、彼らがイギリス軍に協力してオスマン帝国を背後から脅かす代わりに、アラブ人の住む中東のほとんど（ただし、シリアのうちダマスカス・ホムス・ハマー・アレッポの各地区より西の部分は除く。その延長線上にあるヨルダン川以西のパレスチナについては除くとも除かないとも言明していない）を対象とするアラブ王国の創設を約束した。
さらに、ウォルター・ロスチャイルド卿に対しては、1917年にバルフォア宣言で、ユダヤ人がイギリスに協力する代わりに、パレスチナに「民族郷土」（ナショナル・ホーム）を作ることを承認した。ポグロムと呼ばれるユダヤ人虐殺を行ってきたロシア帝国に対しては多くのユダヤ人が反発しており、第一次大戦開戦当初はロシアと戦うドイツ帝国にユダヤ人の支持が集まりつつあった。中立国アメリカ合衆国では連合国側で参戦しようという意見に対してユダヤ系市民は中立維持を訴えていた（ドイツ系ユダヤ人はドイツとの戦争をためらい、東欧系ユダヤ人はロシアの味方になることに猛反対していた）。このため、イギリスとしてはパレスチナにユダヤ人の民族国家を築こうというシオニストを支援することによって、ヨーロッパやアメリカ合衆国のユダヤ人の支援をイギリスや連合国に集めることができるという思惑が背景にあった。バルフォア宣言はその集大成である。

### パレスチナにおける第一次世界大戦

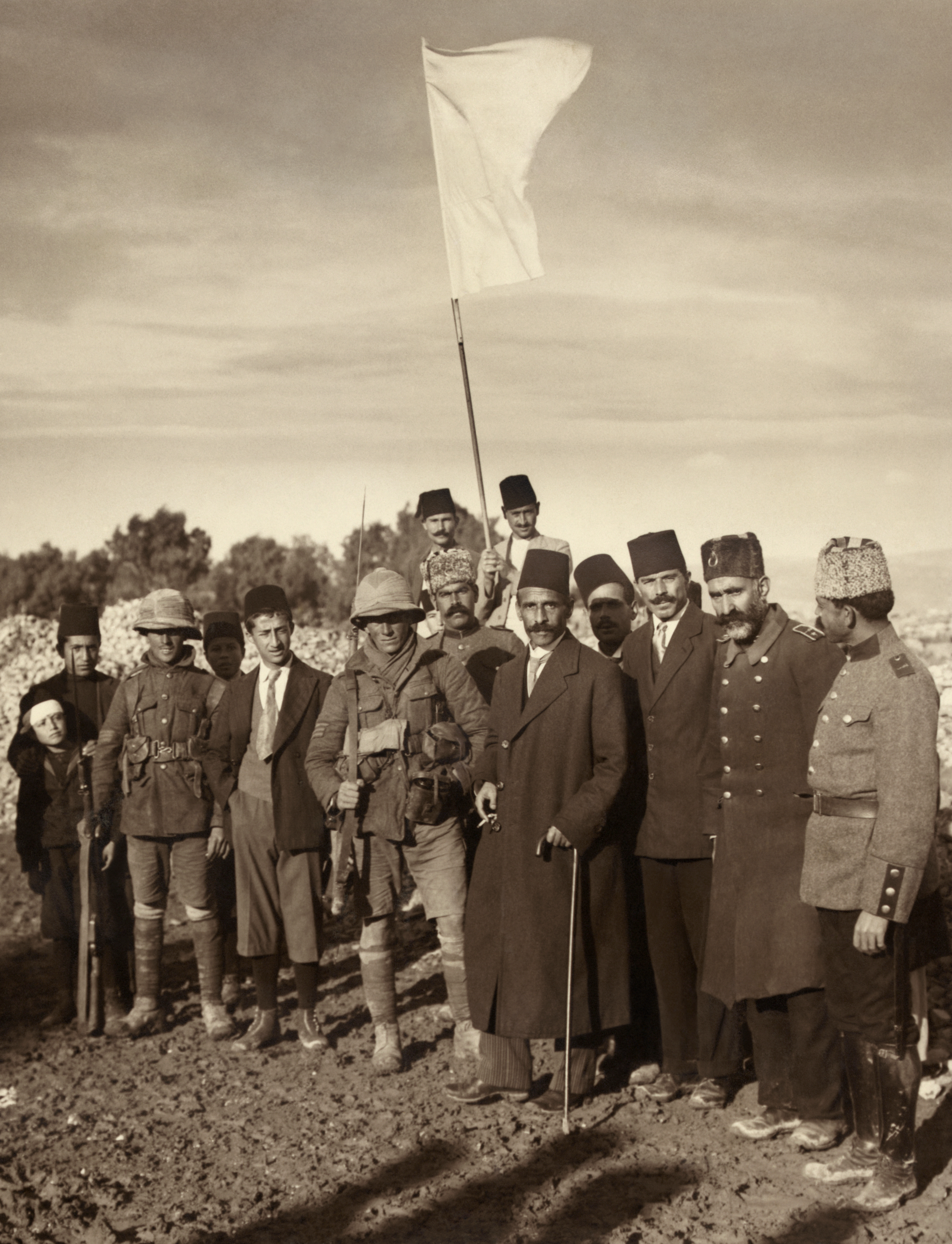
1917年12月9日、イギリス軍に対して白旗を掲げるエルサレム市長

1915年から、シオニストの指導者で親英派のゼエヴ・ジャボチンスキーは、イギリスに対して、シオニストによる義勇軍を結成するよう迫った。独立の戦闘部隊を結成することは人数面や偏見などから困難となり、イギリスは最終的に輜重部隊である「シオン騾馬隊」の結成を受け入れた。彼らはガリポリの戦いで補給などに活躍する。
デビッド・ロイド・ジョージが首相となると、イギリスはエドムンド・アレンビー将軍の指揮によるシナイ・パレスチナ作戦を立ち上げることになった。この時にはイギリスは複数の大隊からなるユダヤ軍団（Jewish Legion）の創設を認め、シナイ・パレスチナ作戦に参加させた。この軍団にはロシアや東欧やアメリカ合衆国などから多数のユダヤ人が参加して、イギリス側で戦っている。同時期、トーマス・エドワード・ロレンスらはフサイン・イブン・アリーとともにアラブ反乱を立ち上げ、アラビアでゲリラ戦を行った後にシナイ・パレスチナ作戦に参加している。
この戦いで、オスマン軍はイギリス軍に敗れ、オスマン帝国領シリア（パレスチナ、レバノン及びシリア）はイギリス軍により占領され、戦中から戦後にかけてイギリス・フランス・アラブ各軍連合による「占領下敵国領政庁」（Occupied Enemy Territory Administration, OETA）による軍政が続いた。

### 戦後

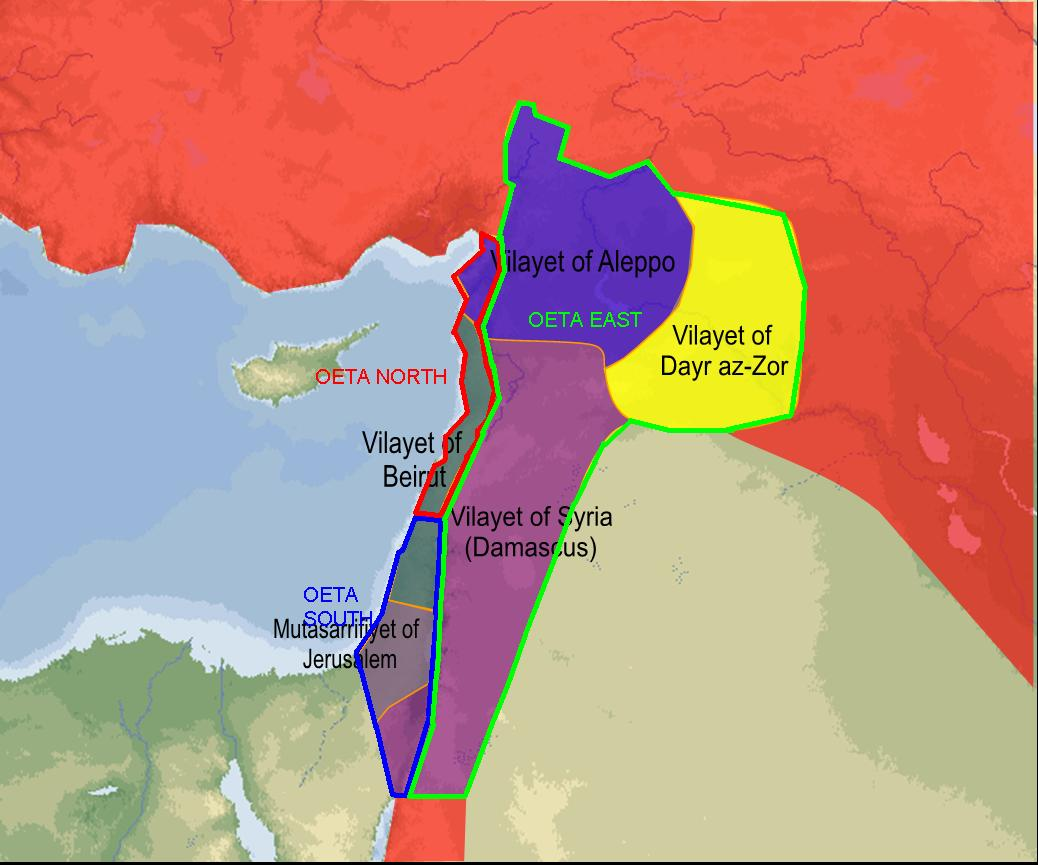
OETA（占領下敵国領政庁）の区分。旧アレッポ州海岸部からベイルート州までの地中海岸がフランス統治下の「OETA北」、ベイルート州南部からエルサレム郡までの海岸部がイギリス統治下の「OETA南」、その内陸のアレッポ州・シリア州・デリゾール州の部分が「OETA東」

オスマン帝国は1918年10月30日、ムドロス休戦協定によって降伏した。1918年11月23日にはエドムンド・アレンビー元帥が占領下のオスマン帝国領シリアを統括するOETAを分割するという布告を発し、中東は3つのOETAに分割された。イギリス軍政官が統治するOETA南は、シナイ半島のエジプト国境からパレスチナ・レバノンに伸び、北はアッコおよびナブルスまで、東はヨルダン川へ伸びていた。この他にフランス軍政官が統治するOETA北（レバノン）と、フサイン・イブン・アリーの子でダマスカスに入城したファイサルの部下アリ・リザ・エル＝リッカビが統治するOETA東（シリア内陸とトランスヨルダン）が存在した。OETAは委任統治領パレスチナ成立の時までパレスチナの統治を継続した。
1919年のドーヴィルでの会談で、イギリス首相デビッド・ロイド・ジョージとフランスのジョルジュ・クレマンソーは、1918年12月1日-4日の英仏合意を最終的に確認した。この新しい合意は、シリアおよびレバノンでのフランスの勢力確立をイギリスが支援する代わりに、サイクス・ピコ協定でフランス勢力圏だったモースルと共同統治だったパレスチナをイギリス勢力圏にするというものだった。
1919年10月、シリアのイギリス軍とヨルダン川東岸のイギリス部隊は撤退し、ダマスカスのファイサルがこれらの土地（OETA東）の唯一の統治者となった。しかし一方でフランスはシリアにおける軍事的政治的影響を着々と強めており、ファイサルの政府はフランスによってダマスカスからの退去命令を何度も受けるなど窮地に陥った。これに対しイギリスはアラブの権利を主張しフランスを牽制した。パリ講和会議では、イギリス首相ロイド・ジョージはフランス首相クレマンソーや他の連合国代表に、マクマホン書簡は条約義務であると説明した。ロイド・ジョージは、フサイン・イブン・アリーとの書簡は実際にサイクス・ピコ協定の基礎となっており、フランスは創設予定の委任統治を用いてこの書簡による同意を破ってはならないと述べた。また、フランスはシリアのホムス、ハマー、ダマスカス、アレッポおよびそれより東側といった独立アラブ王国が作られる場所を軍事占領しないことをフランスは同意していたことも指摘した。
しかし最終的にイギリスはシリアにおけるフランスの支配を承認した。パリ講和会議で始まったオスマン帝国分割交渉は1920年のロンドン会議に持ち越され、1920年4月のサン・レモ会議でようやく最終的に固まった。連合国最高委員会は委任統治領パレスチナと委任統治領メソポタミアをイギリスに、委任統治領シリアと委任統治領レバノンをフランスに、それぞれ与えることで合意した。1920年8月、これらの原則はセーヴル条約で公式に公開された。
これに先立つ1920年3月7日、ファイサルはシリア国民会議の支持でシリア・アラブ王国の国王への即位を宣言したが、サン・レモ会議の結果を受けたフランスはフランス・シリア戦争を開始した。シリアは7月23日のマイサルンの戦いで敗北し、ファイサルはダマスカスからイギリスに亡命する事態になる。こうしてアラブ独立国の一角であったシリアはフランス領となってしまった。
一方、シオニストもアラブ代表もパリ講和会議に出ており、フサイン王の代理であるファイサルとハイム・ヴァイツマンは会談を行い互いの民族国家創設に協力するというファイサル・ヴァイツマン合意を1919年1月3日に行ったが、これが発効することはなかった。

## 委任統治決議

### 委任統治決議の実務上及び法的基礎
1922年6月の国際連盟公式文書では、委任統治に対する国際連盟の権力は極めて限られているとするバルフォア卿の意見を収録している。彼によれば、委任統治とは連合国が考えたもので国際連盟が創設したものではないこと、連盟の義務は、委任統治の特例や詳細が、連合国が決定したものと合致しているか確認することに限られること、委任統治は連盟の統治の下ではなく連盟の監督の下で行われること、委任統治とは占領した領土に占領国が主権を行使するにあたって自ら課した制約であることなどが述べられている。
サイクス・ピコ協定ではアラブ人の主権は必要とされていない。そのかわり、「アラブの首長の宗主権」および「国際管理 - その形態はロシアとの協議の上決定され、最終的には他の連合国や、メッカの太守の代表との協議のうえ決定される」ということになっている。パリ講和会議ではファイサルがアラブの独立を、最低でも委任統治を行うことを主張した。最終的に、イギリス委任統治下のアラブ国家を推奨している。
シオニスト組織も、メッカ太守とのファイサル・ヴァイツマン合意に沿ってユダヤとアラブ相互の国家創設の合意を求めるようになった。ファイサル・ヴァイツマン合意では両民族の紛争の調停はイギリスが行い、またパリ講和会議のあとに両民族の「国家」（「アラブ国家」と「ユダヤ人民族郷土」）の境界画定のための委員会を開いて境界を画定することを求めている。世界シオニスト機構は「パレスチナに対するユダヤ人の歴史的権利」を掲げ、イギリスによる委任統治を求めた。世界シオニスト機構は講和会議に対して、ヒジャーズ鉄道より東（トランスヨルダンの大部分）を含まない、ヨルダン川を挟んだユダヤ人国家の境界案を提出している。
アメリカによる、旧オスマン帝国領土の非トルコ人国民や英仏の植民地主義的活動に対する1919年の「キング=クレーン調査団」（King-Crane Commission）の報告書のうち、秘密とされた付属書では、ユダヤ人がバルフォア宣言の影響でイギリスによる委任統治を明確に支持していること、フランスはイギリスがダマスカスのファイサルに対して巨額の助成金を毎月払っていることに不快感を示していること、フランスはアラブ人がイギリスからの補助金によりイギリスの代理として汚い仕事を行っていると見ていること、フランスはイギリスがさも自分の手が汚れていないかのように見せかけていることに不満を持っていることを述べている。
1920年のサン・レモ会議では、シリア・パレスチナ分割にあたり、聖都エルサレムに聖座（ローマ教皇庁）とフランス・イタリア代表団が統治する「聖座保護領」（Protectorate of the Holy See）を置くことになっていた。しかしこの案は、イギリス委任統治を求める世界シオニスト機構の要求によって弱体化されている。
イギリス委任統治は法的・行政的機構であって、地理的領域ではなかった。委任統治領に対する土地管轄権は条約や利用やその他の法的手段の変更による影響を受けた。多くの観測によれば、委任統治領パレスチナは、東はヨルダン川を越え、委任統治領メソポタミアの境界線まで広がっていると見ていた。しかし一方で、1915年のマクマホン書簡において、アレッポ・ホムス・ハマー・ダマスカスを結ぶ線の東（トランスヨルダンはこの線の延長上の東にあると考えられる）には単一もしくは複数のアラブ国家が作られることになっており、この線より東にまで委任統治領パレスチナが広がるとすれば矛盾が存在することになった。

### トランスヨルダンの分離

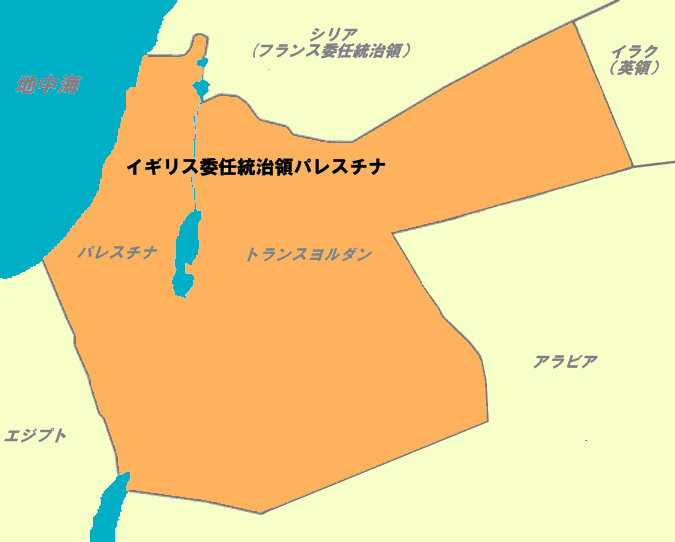
当初のイギリス委任統治領パレスチナ

マクマホン書簡とサイクス・ピコ協定に基づき、ヨルダン川の東をアラブ人地域とし、ユダヤ人民族郷土の範囲からヨルダン川東岸を除く必要が生じた。1920年に開催された連合国同士の会議やサンレモ会議に基づくパレスチナ委任統治決議案には、トランスヨルダンを定義するために後に挿入された第25条の文言（「ヨルダン川から、最終的に決定するパレスチナ東部境界の間の地域」）は含まれていなかった。
トランスヨルダンはかつてオスマン帝国ではダマスカスに中心を置くシリア州に属していた。ダマスカスにあったファイサル王とハーシム・アル＝アターシー首相の民族主義政府も、シリア内陸とヨルダン川東岸とを支配していた。この政府が1920年7月にフランスによって倒されると、シリアの範囲の定義、シリアにトランスヨルダンが含まれるか否かということにイギリスは深い感心を示し始めた。1920年7月には、イギリスはフランスが支配しようとしている「シリア」には、パレスチナと関係の深いトランスヨルダンが含まれていないことを確認しようとしている。フランスがファイサルの王国をダマスカスから追い出した後、イギリス外相ジョージ・カーゾン卿はパレスチナの東部国境の画定を先送りにするよう指示し、1921年3月21日の外務省・植民地省法律顧問団が「25条」の導入を決定した。1921年3月31日にカーゾン卿が承認し、1922年7月22日には25条を含んだ（トランスヨルダンを領域に含めた）パレスチナ委任統治決議の最終案が国際連盟に提出された。決議案25条はマクマホン書簡にも配慮をしたものであった。この条文では、委任統治国に対し、その時点での地域の状況にふさわしくないと判断された委任統治の適用を延期するか差し控えるとされていた。
ファイサルがダマスカスを離れイギリスに亡命すると、カーゾン外相は1920年8月、パレスチナに置いた高等弁務官ハーバート・サミュエルに、サイクス・ピコ協定のラインの南にはフランスの支配が及ばないこと、ラインの南のトランスヨルダンはパレスチナとは独立しているが密接な関係にあることを確認する書簡を送った。サミュエルはこれに返信し、ヨルダン川東岸の部族や首長たちは従来のファイサルのダマスカス政府に不満を持っており、その復活を受け入れることは考え難いとし、最終的にトランスヨルダンはイギリスの委任統治の範囲内にあると宣言した。サミュエルはロンドンの指示なくトランスヨルダンの当時の中心都市サルトに入り、指導者たちにこの地域がダマスカスから独立して委任統治領に入ること、しかしトランスヨルダンがパレスチナに併合されるわけではないことを説明した。カーゾン卿はサミュエルの行動への関与を後に否定している。一方で、ファイサルの兄弟アブドゥッラーがファイサルのシリア王権を支持するためにヒジャーズから軍を率いてトランスヨルダンに北上し緊張する局面があった。
こうした問題の解決のため、当時の植民地相ウィンストン・チャーチルは1921年3月にカイロ会議を招集した。彼はパレスチナ及びメソポタミアの委任統治領問題を話し合うため、トーマス・エドワード・ロレンス、ガートルード・ベル、パーシー・コックスら中東専門家をこの会議に招いた。大きな課題は、中東のイギリス勢力圏から反仏軍事行動をおこさせないために、トランスヨルダンにどのような政策を適用すべきかということだった。この会議での結論は、シリアを追われたファイサルにイギリス委任統治領メソポタミアを与えイラク国王とすること、その兄弟のアブドゥッラーにトランスヨルダンの首長の地位を与えること、トランスヨルダン首長国はアラブ人地域としてパレスチナを構成するということだった。この会議の結論によりヒジャーズ王国の王子たちが中東のイギリス勢力圏に国を持つことになり、マクマホン書簡の約束は果たされたとチャーチルは考えた。チャーチルとアブドゥッラーによるエルサレムでのさらなる会合で、トランスヨルダンがアブドゥッラー首長の名目上の支配下に置かれるという条件でイギリス委任統治領に入ること、トランスヨルダンはヨルダン川の西に築かれる「ユダヤ人の民族郷土（ナショナル・ホーム）」の一部にはされない、ということを相互に確認した。この合意は委任統治領が公式に成立する前に文書化され、イギリスはヨルダン川東岸には「ユダヤ人の民族郷土（ナショナル・ホーム）」に関する規定を延期または恒久的に控えることができるとされた。

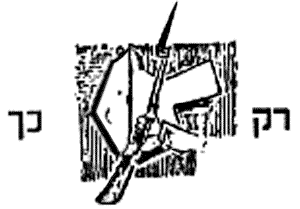
シオニスト右派（修正主義シオニスト）の武装組織、イルグンのエンブレム。ヨルダン川を挟んで広がるパレスチナとトランスヨルダンの両方を描いている

ユダヤ人のシオニスト主流派も、トランスヨルダンには民族郷土が作られないという条件を承認し、バルフォア宣言の範囲をヨルダン川より西に縮小することを了解した。しかし一方で、ヨルダン川東岸でのトランスヨルダンの成立によりパレスチナにおけるアラブ国家成立はすでに果たされた（そのため、ヨルダン川西岸でのアラブ人国家創設を否定する）と主張する立場や、トランスヨルダンの成立すら認めずヨルダン川を挟んで広がる「大イスラエル」を建設しようという強硬な民族主義者（修正主義シオニスト）もシオニストの中に登場する。
これ以後、イギリスはヨルダン川より西の、面積にして当初のパレスチナ全体の23%の部分を「パレスチナ」とし、ヨルダン川より東の面積にして77%の部分を「トランスヨルダン」として統治した。この2つの委任統治領は、一人のイギリス人高等弁務官により統治された。トランスヨルダンではアラブ政府に対する権限委譲が徐々に進み、1923年には地方行政が承認され、1928年にはほとんどの行政機能が移管された。しかし1928年2月20日のイギリスおよび首長国政府による合意後も委任統治の地位は変わらなかった。この合意でトランスヨルダンにおける独立政府の存在が承認され、その権力の範囲や限界が定められた。1929年10月31日に合意は批准され交換された。イギリスは1946年にヨルダン・ハシミテ王国が独立するまで、この地域に対する委任統治を継続した。

### 委任統治決議における宗教と共同体の問題
パレスチナ委任統治決議14条は、イギリスがパレスチナにおける異なった宗教共同体同士の権利や主張を、研究・定義・決定する委員会を置くよう求めていた。しかしこの委員会はついに創設されることがなかった。
第15条では委任統治府に、あらゆる形態の崇拝の自由な実践と、完全な良心の自由とが認められるということを求める内容だった。

### 委任統治決議における境界線

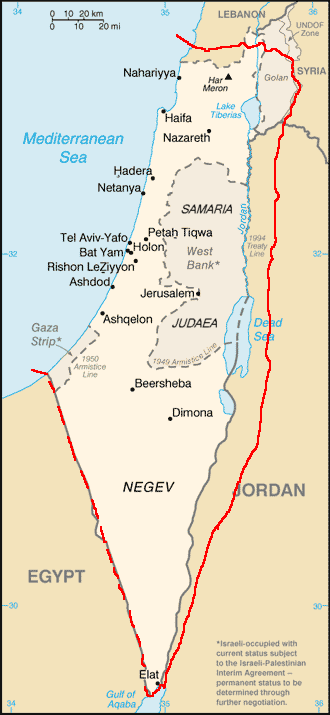
1919年のパリ講和会議にシオニスト代表が提出したユダヤ人国家の境界案（赤線）

第一次世界大戦中から戦後まで、イギリスはパレスチナ地域の統治や将来の分割に関わる、衝突のもととなるさまざまな関与を行ってきた。バルフォア宣言、マクマホン書簡、サイクス・ピコ協定をはじめ、1922年に発表されたチャーチル白書（バルフォア宣言をイギリスがどう見るかを述べた白書）などが含まれる。1920年のサンレモ会議の時点では委任統治領の範囲や境界はいまだ決まってはいなかった。
まずイギリスとフランスの勢力圏の境界をはっきりさせる必要があり、1920年12月の英仏境界合意でその大筋が決まった。この合意ではゴラン高原の大部分をフランスの範囲とした。また境界を地面に設置する共同委員会も作られることになった。共同委員会は1922年2月3日に最終報告書を発行し、いくつかの修正とともに1923年9月29日にイギリスおよびフランス政府が承認した。この合意で、シリアとレバノンの住民はフラ湖、ガリラヤ湖、ヨルダン川における漁業および航行権をパレスチナ住民同様に認められ、これらの水域の警察権はパレスチナに認められた。
この境界画定の最中、世界シオニスト機構は、パレスチナ側に少しでも多くの水源地を含めるように両国政府に圧力をかけ続けた。結果、ガリラヤ湖全体、その上流のヨルダン川の両岸、フラ湖、ダンの泉、ヤルムーク川の一部がパレスチナ領となった。
境界の画定に引き続き、イギリスとフランスは1926年2月2日にパレスチナ・シリア・レバノンの委任統治領相互間の善隣関係合意に調印した。

### 委任統治決議の草案
イギリス外相のカーゾン卿は、フランスおよびイタリア政府と共同で委任統治決議の初期の草案を拒絶した。これには「さらにまた、ユダヤ民族とパレスチナの歴史的関係と、それにより当地に彼らの民族郷土を再設立しようという主張を認識し…」という文章があったからであった。外務省が設置したパレスチナ委員会は、この「主張」に対する言及を除去するよう提言した。連合国はセーヴル条約ですでに「歴史的関係」に言及しており、ユダヤ人の法的主張については認めていなかった。
ヴァチカン、フランス、イタリアは、成立しなかった聖座保護領案およびフランス・エルサレム保護領案に基づく独自の法的主張を続けた。聖地に対する主張を解決するための国際管理というアイデアはセーヴル条約の95条に成文化されており、パレスチナ委任統治決議の14条（異なった宗教共同体間の聖地などについての意見を判断する委員会の設立）にも再度取り上げられた。これに関する交渉が委任統治決議の成立を遅らせる一因になった。イギリスは委任統治決議の13条（各宗教の聖地の保護や権利の承認）をもとに、聖地に対する自らの責任を主張した。結局、14条に基づき、聖地に関する委員会や宗教間の問題解決のための委員会が作られることはなかった。高等弁務官はユダヤ人共同体から正統派ラビの委員会を設立し、各宗教の共同体ごとに自治を任せたオスマン帝国のミッレト制のようなものを開始した。この制度により11の宗教共同体が公認されたが、これには正統派以外のユダヤ人やプロテスタントの共同体は含まれなかった。

### 国際連盟による委任統治決議批准
連合国によるサン・レモ会議では、国際連盟憲章22条（委任統治の原則）に基づきイギリスによるパレスチナ委任統治を認定した。連合国はイギリスにバルフォア宣言の実現に責任を持つよう決定している。1922年6月、国際連盟は、委任統治領シリアに対するイタリアとフランスの争いが解決するまで発効しないという規定のもと、パレスチナ委任統治の条件を許可した。この問題は1923年9月に解決し、国際連盟は1923年9月29日の会合で2つの委任統治領を有効とすることを決議した。

## ユダヤ人の民族郷土（ナショナル・ホーム）
バルフォア宣言と委任統治決議の両方に「ユダヤ人民族郷土」（ナショナル・ホーム）という語句が登場している。ユダヤ人の故郷となるべき土地を作ることを示唆する「民族郷土」という語句が使われた一方、パレスチナに摩擦を起こす可能性のある「ユダヤ人の国家」という語句は使われなかった。1919年、世界シオニスト機構の総書記でパリ講和会議にシオニスト機構を代表して出席したナフム・ソコロフ（Nahum Sokolow, 1859年 - 1936年）は『シオニズムの歴史:1600年から1918年まで』を著した。彼はこの中で、シオニズムの目的はパレスチナへの「故郷」設立であり、独立した「国家」の設立ではないと述べている。
| 「                                      | シオニズムの目的は、ユダヤ人のために、公法によって守られた故郷をパレスチナに打ち立てることである。… …シオニズムに対する反対者は、シオニズムは独立した「ユダヤ人国家」の創設を目指している、とかつて主張していたし、今でもかたくなに繰り返し繰り返し主張し続けているが、これは誤りである。「ユダヤ人国家」はシオニズムの綱領の中には決して含まれていない。「ユダヤ人国家」はテオドール・ヘルツルの最初の小冊子の題名であったが、これは人々に考えることを強いるための題名である。この小冊子は第1回シオニスト会議へと続き、バーゼル綱領が採択された。これが存在する唯一の綱領である。 | 」 |
| —ナフム・ソコロフ、『シオニズムの歴史』 | |    |

1947年に開催された国際連合パレスチナ問題特別委員会（United Nations Special Committee on Palestine, UNSCOP）は、1897年の第1回シオニスト会議で採択されたバーゼル綱領から来た「ユダヤ人民族郷土」という概念について、その意味、狙い、法的性格について多くの議論を引き起こしてきたと述べる。特に、「国家」と違う「郷土」という語が未知の法的含意をもつこと、その解釈について国際法には前例がないことが問題となったとも述べている。「民族郷土」という語はバルフォア宣言と委任統治決議の両方にも登場しているが、これらでも、民族郷土の設立を約束しつつ、その意味を定義してはいない。植民地省が1922年6月3日に発行した「イギリスのパレスチナ政策」という声明には、バルフォア宣言を制限するように説明した内容が述べられている。この声明では、「パレスチナにおけるアラブの人口、言語、習慣の消滅や従属」、あるいは「パレスチナ住民全体に対するユダヤ国籍の強制」といったようなことを排除し、委任統治の観点からみれば、ユダヤ人民族郷土はパレスチナの中に設立されるもので、パレスチナが丸ごとユダヤ人民族郷土に転換されるわけではないということが明確にされている。国際連合パレスチナ問題特別委員会は、建設（民族郷土の意味する範囲をかなり制約したもの）は、国際連盟による委任統治領の認可に先立って行われ、当時シオニスト機構の幹部たちが公式に受け入れていたとしている。
しかしシオニストの勢力や主張が強まるにつれ、アラブ人は自分たちの自治がユダヤ人によって縮小されると危惧するようになった。国際連盟の委任統治委員会は、委任統治領は二重の義務を負っているという立場をとっている。1932年、アラブ人住民の自治機構創設に関する要望にこたえて、国際連盟委任統治委員会は、委任統治領パレスチナの代表に対し、委任統治決議の様々な条文、とりわけ第2条（民族郷土の設立、およびパレスチナ全住民の権利保護に関する条文）に関して質問を行っている。議長は、「同じ条の規約するところにより、委任統治府はつい最近ユダヤ人民族郷土を立ち上げたばかりである」と述べている。1930年3月、イギリス植民地相のパスフィールド男爵シドニー・ウェッブは内閣文書を出し、次のように述べた。まずバルフォア宣言では、ユダヤ人はパレスチナにおいてアラブ人住民以上の特別な地位を得る、というようなことや、アラブ人の自治要求は、ユダヤ人民族郷土の設立のために縮小されるべきである、というようなことは示唆されていない。しかし、シオニズム指導者はアラブ人のあらゆる形態の自治に対する反対を隠そうとはしていない。委任統治決議第2条はアラブ人の自治を制約するためのものであるという解釈すら主張されているが、同22条およびイギリスとアラブとの約束から見ればこの主張は認めがたいものである、とウェッブは述べた。

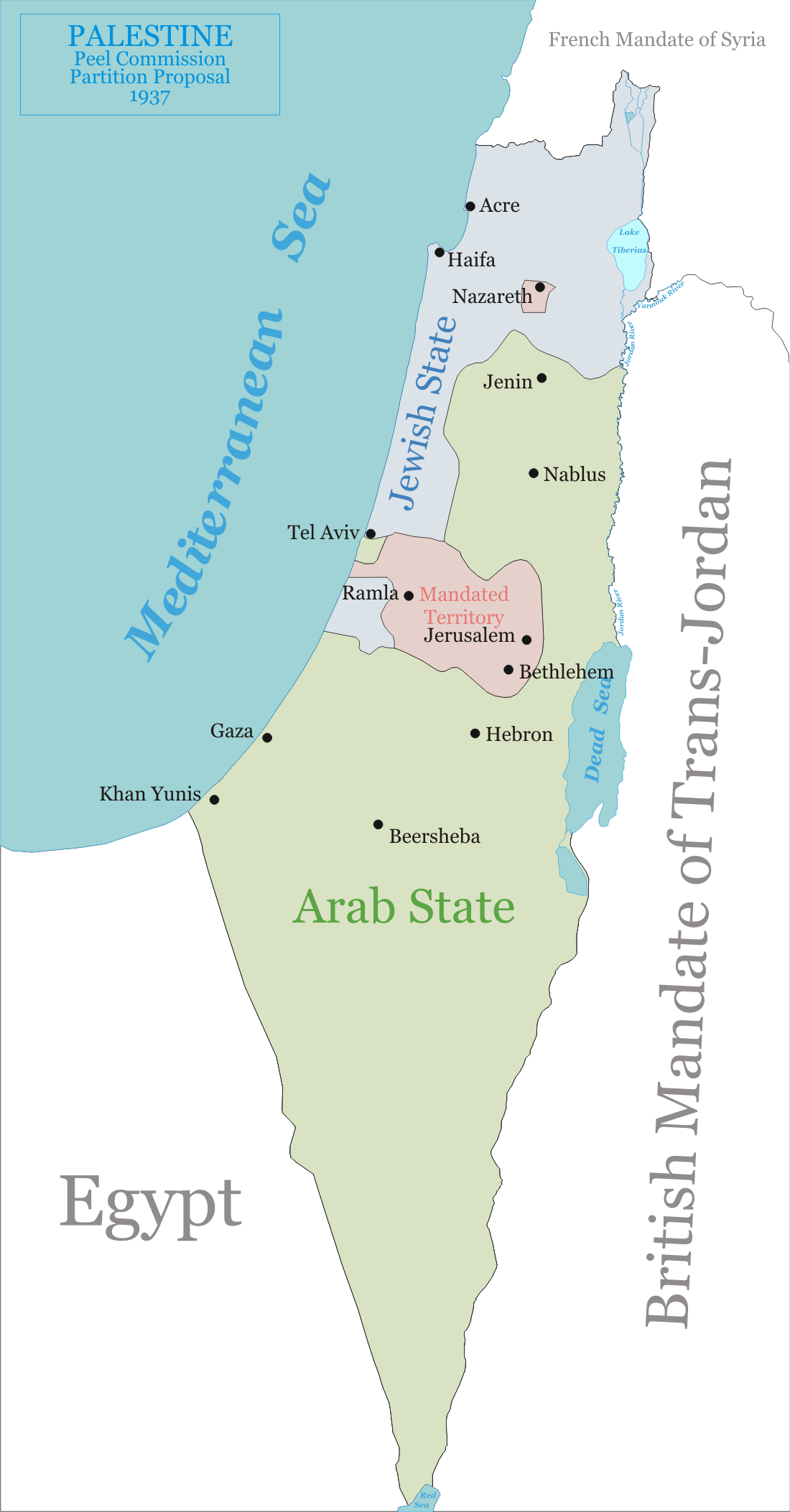
ピール分割案。青はユダヤ人国家、緑はアラブ人国家、エルサレムから海岸部を繋ぐ赤はイギリス委任統治領に留まる地域

1936年から1939年にかけて続いた大規模なパレスチナのアラブ反乱を受けて、1937年にウィリアム・ピール率いるイギリス王立調査団は、1937年にパレスチナを2つの国家に分割する「ピール分割案」を提出した。この時、ユダヤ国家創設という案が登場した。チューリヒの第20回シオニスト会議はこれを拒絶したが、どのような形でもユダヤ国家をパレスチナに作るためさらなる協議に応じるとした。一方、ハジ・アミン・アル＝フサイニー率いるアラブ最高委員会は分割案を拒否し、パレスチナの分割自体を考慮することをも拒否した。イギリスはこの問題でアラブ全体から反発を買うことを恐れていた。すでにイギリスはアラブ大反乱の鎮圧のために大軍をパレスチナに送っており、ヨーロッパでの大戦を控えていたこの時期に、アラブ全体の反英感情を刺激してアラブ各地に軍を送るような余裕はなかった。イギリスはピール調査団の勧告を受容せず、さらにウッドヘッド調査団を送り、同調査団はユダヤ人国家の範囲を縮小したプランB、プランCを提出したが、やはりユダヤやアラブ側からの同意を得ることができないままだった。
ダヴィド・ベン＝グリオンは1937年の書簡でピール分割案には好意を示し、その理由をパレスチナの一部にユダヤ人国家ができることは第一歩でありこれが最終段階ではないからと述べた。彼はパレスチナ全域のユダヤ人国家化を目指しており、アラブ人の同意の有無に関わらずシオニストが残りの国土に入植するためには第一級のユダヤ軍が必要と述べている。ベン＝グリオンもヴァイツマンも、パレスチナ分割案はパレスチナ全体へのユダヤ人国家拡大の第一歩として前向きに見ていた。1937年はイツハク・サデーがアラブ反乱に対してFOSH（「野戦部隊」）を作った年で、彼の策定した「アヴナー計画」（Avner Plan）は、1948年のイスラエル独立時にハガナーがパレスチナの要地の占拠およびアラブ人住民の追放を行った「ダーレット計画」（プランD、Plan Dalet）へとつながった。
中東問題におけるイギリスの政策は、シオニストへの配慮を行ってきた第一次大戦以来の政策から、人口ではシオニストをはるかにしのぐアラブやムスリムを重視する政策へとシフトしていった。1939年にイギリスが発表したパレスチナ白書（マクドナルド白書）は、分割案を破棄し、パレスチナ国家の10年以内の独立、ユダヤ人移民の抑制、ユダヤ人への土地売却規制をうたったもので、これは民族郷土を破棄されたと感じたユダヤ人による反英運動の激化を招いた。修正主義シオニストが反英テロを行う一方、主流派シオニストはイギリスからアメリカ合衆国へと協力相手を変え、1942年には、ニューヨークにシオニズム運動家が集まりビルトモア・ホテルでビルトモア会議が開かれ、パレスチナ全体にユダヤ共同体を確立するという「ビルトモア綱領」が採択された。1946年にはイギリスが再度パレスチナ問題の主導権を握ろうと英米調査委員会（モリソン・グレイディ委員会 Grady-Morrison Committee）を開き、バルフォア宣言や委任統治決議以上の権限のユダヤ人国家の創設、アラブ・ユダヤ連邦を結成というモリソン・グレイディ案を出してロンドンで和平会議を開こうとしたが、ユダヤ人側はこれを議論の土台にすることを拒否し、出席も拒んだ。

## 委任統治下のパレスチナ

### 軍政から民政へ

エルサレムの宗教指導者と並ぶハーバート・サミュエル高等弁務官、1922年

エルサレムにあった高等弁務官の官邸

1917年から1918年にかけてのイギリス軍による占領に続き、パレスチナは占領下敵国領土当局（Occupied Enemy Territory Administration、OETA）の統治下に置かれた。1920年7月、OETAは軍政から高等弁務官による民政に切り替えられた。ユダヤ人のハーバート・サミュエルは1920年6月20日にパレスチナ入りし、7月1日に初代高等弁務官に就任し、約2000年ぶりにパレスチナを統治するユダヤ人とも評された。サミュエルは第二次大戦中からサミュエル覚書によって精力的にシオニズムの支持をイギリス政府内で先駆けて訴えており、その就任はシオニストに歓迎された一方でイギリス陸軍のエドムンド・アレンビーは現地のアラブ人の反発などを危惧した。
1923年に委任統治が始まるとサミュエルがそのまま高等弁務官を続けた。1923年10月、イギリスは国際連盟に対し、委任統治開始前のパレスチナの1920年から1922年にかけての行政報告書を提出している。国際連盟に加入しなかったアメリカ合衆国は、委任統治領の法的地位に対する立場を公的に表明する必要はなかったが、委任統治領が事実上存在するという立場を認め、各委任統治領を支配する政府と個別の条約を締結している。パレスチナに対しても、1924年にアメリカ国民のパレスチナにおける地位や財産などを守るため、イギリスと条約を結んだ。

### アラブ人の政治的権利

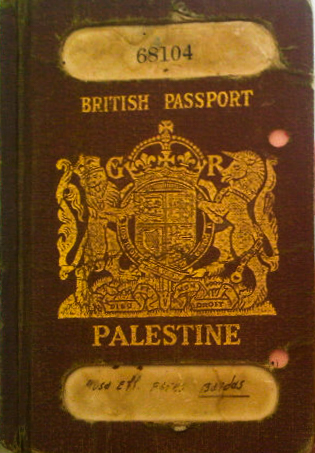
委任統治領パレスチナのパスポート

サンレモ会議では、パレスチナの非ユダヤ人共同体の現存する権利について保護するという条項が設けられた。サンレモ会議はパレスチナに委任統治を行うことを承認し、パレスチナにおける非ユダヤ人共同体が享受する諸権利が放棄されることはないという委任統治国による法的保証を調書に挿入することを確認した。メソポタミアとパレスチナの委任統治案草案では、また第一次大戦後のすべての平和条約では、宗教共同体や少数派の権利保護の条項が含まれていた。各地の委任統治領は紛争が起こった場合、常設国際司法裁判所の強制管轄（compulsory jurisdiction）を受けることになっていた。
1878年7月13日のベルリン条約62条では、オスマン帝国全域における宗教的自由と市民的政治的権利が扱われていた。この保証はしばしば「宗教の権利」や「少数派の権利」と呼ばれている。しかし、この保証は市民的・政治的事項での差別待遇の禁止も含まれていた。宗教の違いが、市民的政治的権利や公職への就任やあらゆる経済活動において、ある人を排除したり不適格としたりする理由にされてはならないとされた。
国際連合の国際司法裁判所による法分析では、国際連盟憲章は、パレスチナの諸共同体を暫定的に独立国家相当と認めていたとされる。委任統治は一時的なもので、その地域を独立の国家へと導くことをその目的としていた。ヒギンス判事は、パレスチナの人々にはその土地で自治を行う資格があり、自身の国家を持つ資格もあると説明している。国際司法裁判所は、移動の自由や聖地への接近に関する、1878年のベルリン条約で認められていた特別な保証は、パレスチナ委任統治の下でも、国際連合総会決議181（国連パレスチナ分割案、1947年）の下でも保存されていたとしている。

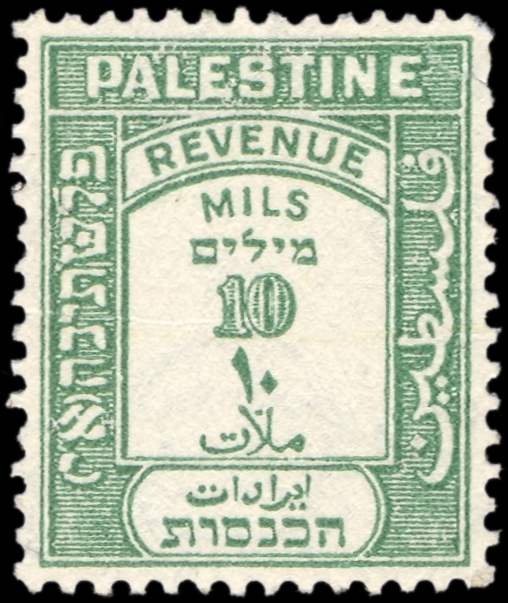
パレスチナの収入印紙（1928年ごろ）

しかしながらアメリカの歴史家のラシード・ハリーディー（Rashid Khalidi）は、委任統治ではアラブ人の権利が無視されていたとする。アラブ人指導者は何度もイギリスに対して民族的政治的権利を認めるよう要求し続けていた。彼らはアメリカのウィルソン大統領による十四か条の平和原則や大戦中のイギリスによるアラブ人への約束を信じて、自治がかなうものと考えていた。しかしイギリスは、委任統治の実施を、アラブ人の憲法上の地位のあらゆる種類の変更の前提条件とした。1922年のパレスチナ政令では立法評議会が提案されていたが、委任統治の規定に反する条例は通すことが出来ないとされていた。アラブ人はこの規定を受け容れることを自殺行為と考えた。戦間期の間、イギリス政府は、パレスチナにおける多数支配の原則や、その他多数派であるアラブ人にパレスチナ政府の支配権を与えるような手段の導入を拒否し続けた。
委任統治の期間に、パレスチナとトランスヨルダン双方に自治機関が成立されることが求められていた。1947年、イギリス外務省のベヴィンは、イギリス政府は25年間の委任統治で、アラブの利益を害することなくユダヤ人共同体の正当な願望を促進することに最善を尽くしたが、委任統治が求める自治機関の発展を確実にすることには失敗したと認めた。

### イシューヴ（ユダヤ人共同体）の拡大と政治

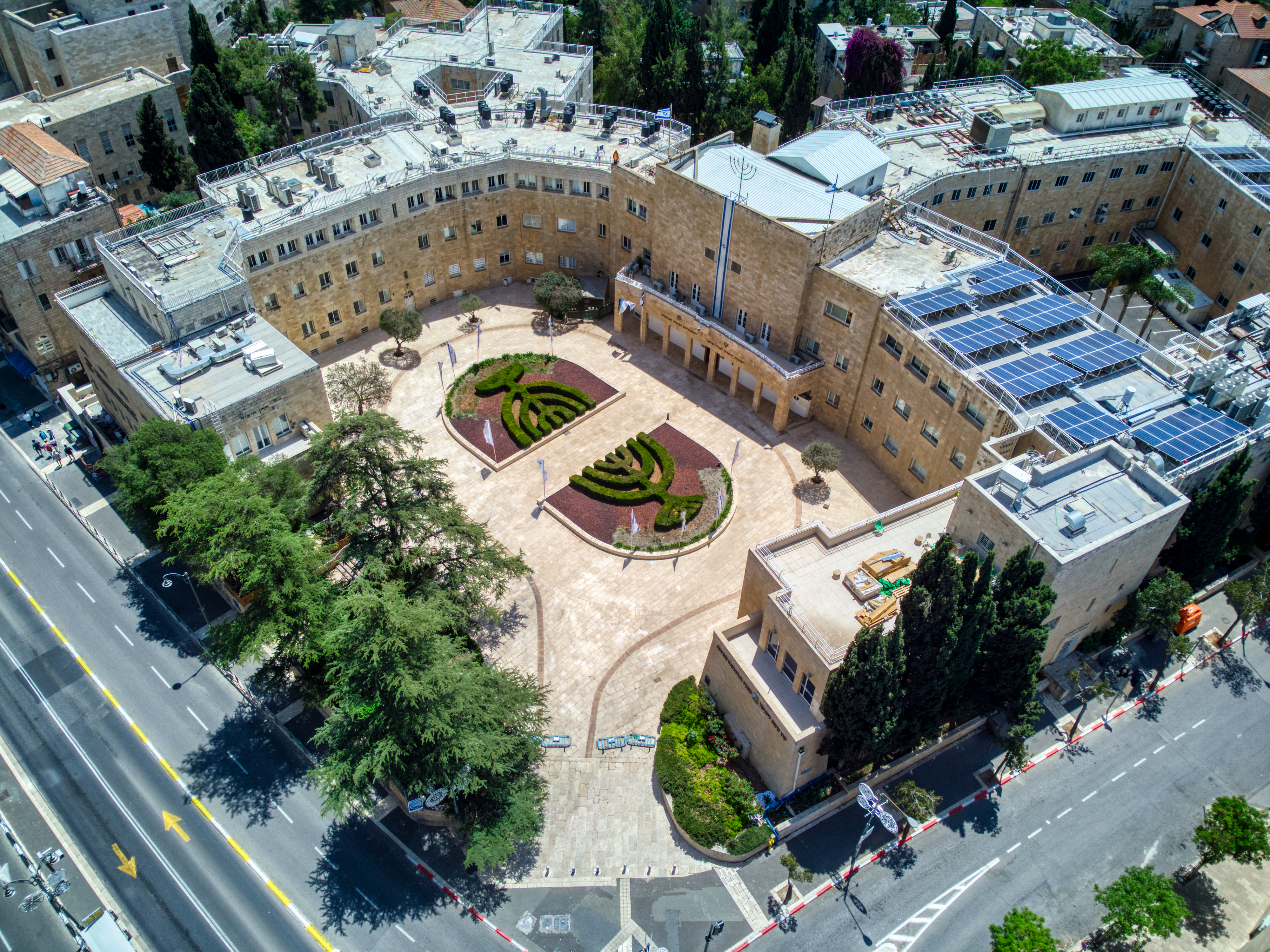
エルサレムのユダヤ機関ビル(現在の National Institutions House）

パレスチナには近代になるよりも前から絶えずユダヤ人が暮らしておりエルサレムやヘブロンなどにユダヤ人街を築いていたが、19世紀末から20世紀初頭にかけてシオニズムに基づくヨーロッパからのユダヤ人移住が増えた。19世紀末にはヨーロッパの富裕な銀行家らに支援されたユダヤ人がパレスチナに移住して農園経営を始めたが、20世紀以降は社会主義シオニスト（労働シオニスト）がダマスカスなどの不在地主から土地を買って集団農場（キブツ）を築きアラブ人を排除した入植地を広げるようになり、パレスチナのユダヤ人人口は増加していった。パレスチナにおけるユダヤ人共同体はイシューヴと呼ばれる。委任統治初期にはすでにパレスチナの人口の6分の一に達したユダヤ人人口は、委任統治末期には3分の1に増えていた。1920年から1945年の間に、主に東欧からの367,845人のユダヤ人と、33,304人の非ユダヤ人がパレスチナに移入している。さらに不法移民を行った者もおり、そのほとんどはユダヤ人で人数は5万から6万に達すると見られる。委任統治期間中に起こった人口増加のうち、ユダヤ人においては人口増の主な理由は移民で、アラブ人は出生などの自然増が主だった。この時期のユダヤ人移民（アリーヤー）には、数回の波が存在する。委任統治初期には旧ロシア帝国からのユダヤ人が移民してきた。1920年代の中頃から後半にかけてはポーランドから職人など中間層が多く移民している。これが1930年代初頭からは、ナチス政権の成立と権力掌握にともなってドイツから多数のユダヤ人が（不法移民も含めて）一気に流入した。彼らはそれまでの東欧のユダヤ人とは異なり一定の資金や資本を持った者が多く、ユダヤ人社会の中における資本階級を形成した。
パレスチナにおけるユダヤ人共同体（イシューヴ）を代表し、移民受け容れや募集、土地購入や教育に当たったのは、1929年に設立されたユダヤ機関（Jewish Agency for Israel, ヘブライ語: הסוכנות היהודית לארץ ישראל, HaSochnut HaYehudit L'Eretz Yisra'el）だった。その前段階となるハイム・ヴァイツマンらのシオニスト委員会は、バルフォア宣言後の1918年にイギリス政府の後援で結成され、同年4月にパレスチナに向かい、パレスチナ各地のユダヤ人入植地を視察し、世界シオニスト機構のパレスチナ事務所を発展させ農業局、入植局、土地局、教育局などさまざまな機関を作った。1920年4月19日にはイシューヴの代表会議の選挙を行った。こうして設置された代議員会（General Assembly, 立法府の役を果たす）と、そこから選出されるユダヤ民族評議会（Jewish National Council, Va'ad Le'umi, 行政府の役を果たす）が、後のイスラエル国会と内閣に繋がった。また、20世紀初頭から主流派であった社会主義シオニストの政党や、これと対立する右派の修正主義シオニスト（反英、大イスラエル志向）の政党は、それぞれ教育や医療やレクリエーション組織や武装組織を設立している。
これら自治組織とは別に、1922年の委任統治決議4条では、ユダヤ人の民族郷土の確立や、パレスチナのユダヤ人の利益確立のために、経済や社会などの問題においてパレスチナ行政当局に意見を行い協力する適切なユダヤ人機関が必要であるとされていた。イギリス当局はアラブ人にも同様の機関設立を求めたが、委任統治の合法性自体を疑うアラブ指導者らから拒否されている。
1921年にはシオニスト委員会は、4条に規定されたユダヤ機関へと発展させるべくパレスチナ・シオニスト委員会（Palestine Zionist Executive）となり、学校、病院、自衛組織（ハガナー）などを運営していった。ハイム・ヴァイツマンはパレスチナ・シオニスト委員会と世界シオニスト機構双方の指導者であった。1929年にはユダヤ機関が正式に作られた。これはシオニストのユダヤ人と、非シオニストのユダヤ人が半々で構成するもので、シオニストであるなしに関わらずユダヤ人の民族郷土の確立に向けて協力するためのものであった。
ユダヤ機関が解決に当たろうとしたのは、1922年6月3日にイギリス植民地相のウィンストン・チャーチルが発表したいわゆるチャーチル白書で設定された、ユダヤ人のパレスチナへの移民枠の拡大であった。チャーチル白書は、バルフォア宣言やフセイン＝マクマホン書簡を解釈し直したもので、パレスチナはマクマホン書簡で約束されたアラブ国家の領域外であること、パレスチナすべてがユダヤ人民族郷土になるわけではないことを述べた。さらにユダヤ人移民によりユダヤ人の数が増えることを民族郷土の設立のために必要としながらも、パレスチナへの移民数に制限を設けた。雇用や経済力などパレスチナの「経済的容量」に応じて半年ごとに移民数は見直され、それ以上の移民は許可されなかった。以後、この移民枠がイギリスとシオニストとアラブ人の間の争点となる。

### ユダヤ人の政党
後のイスラエルの政党は、この時期の政治勢力に由来するものが多い。20世紀に入ってからのユダヤ人移民は、土地に根差した労働を行い、集団農場や協同組合を基礎に置く社会を作り上げようという社会主義者（労働シオニスト）が主導権を握り、彼らの作るポアレ・ツィオン（Poale Zion、シオンの労働者）が後の労働党の母体となる。1920年に成立した「ヒスタドルート」（Histadrut, シオニスト労働同盟パレスチナ）は労働者のほとんどを組織する労働組合組織で、労働者の地位向上を訴える活動のほか、入植・住宅・健康・預金・娯楽・文化・自衛などさまざまな社会事業や経済活動を立ち上げ、後のイスラエルでは多数の団体や国営企業を抱えるなど経済の多くを管理する組織となる。ポアレ・ツィオンの右派の中からダヴィド・ベン＝グリオンらの率いるアフドゥト・ハアヴォダ（Ahdut HaAvoda, 労働連合）が現われ、1930年にはハポエル・ハツァイル（Hapoel Hatzair、若き労働者）と合併し、労働者政党右派のマパイ党（エレツ・イスラエル労働者党）となる。この政党が1960年代後半まで、委任統治期後半のパレスチナおよびイスラエル建国初期におけるシオニズム運動の中心となる。
一方、世俗右派のユダヤ人には、世俗左派で主流の労働シオニズムやイギリス支配に対抗し、委任統治領パレスチナだけにとどまらない範囲の「大イスラエル」を作ろうとする、修正主義シオニズムやそこから派生したカナン主義を唱える者もいた。彼らは、マパイ党の武装組織であるハガナーに対抗して独自の武装組織エツェル（イルグン）や独自の学校などを作り、シオニズムのもう一つの核となる。エツェルの政治部門が1948年にヘルート党という政党になり、これが現在のリクードの母体となっている。
このほかにもユダヤ教正統派らによる宗教政党ができたほか、左右どちらにも属さないシオニストが一般シオニスト（General Zionists, Tzionim Klaliym）という政党を作り、1930年代の豊かなドイツからのユダヤ人移民を吸収し、私有財産を主張する中道政党となった。これは後にリベラル党となり、リクードに合流した。また、1923年に共産主義政党が併合して成立したパレスチナ共産党は、シオニズムを「イギリス帝国主義とユダヤ人ブルジョワの結託」として拒否する政策を掲げ、イギリス統治やユダヤ人の入植拡大に反対した。ユダヤ人が作った政党であったがアラブ人の勧誘にも積極的で、イスラエル独立後はマキ（イスラエル共産党）となり多くのアラブ人党員が参加している。

### ユダヤ人とアラブ人の衝突
ユダヤ人移民は当初は少なく、アラブ人の抵抗をあまり受けなかった。しかし19世紀末から20世紀にかけてのヨーロッパでの反ユダヤ感情の高まりに押される形で、ユダヤ人ナショナリズムとしてのシオニズムが高揚し、パレスチナへのユダヤ人移民（そのほとんどはヨーロッパから）の数が急速に増加したことにより、アラブとの衝突が起こり始めた。19世紀末のユダヤ人移民は農園を所有・経営して多数のアラブ人を小作人として使っていたのに比べ、社会主義的なシオニストを中心とした20世紀初頭からのユダヤ人移民はユダヤ人同士の集団農場（キブツ）による労働を理想とし、アラブ人を排除する傾向があった。こうした独立性・孤立性の高いユダヤ人共同体が、パレスチナ全体の面積からはごく小さいものの、各地に広がりつつあった。1907年にはバル・ギオラ（Bar-Giora）が、1909年にはハショマー（Hashomer）と呼ばれる自衛組織が既に登場している。

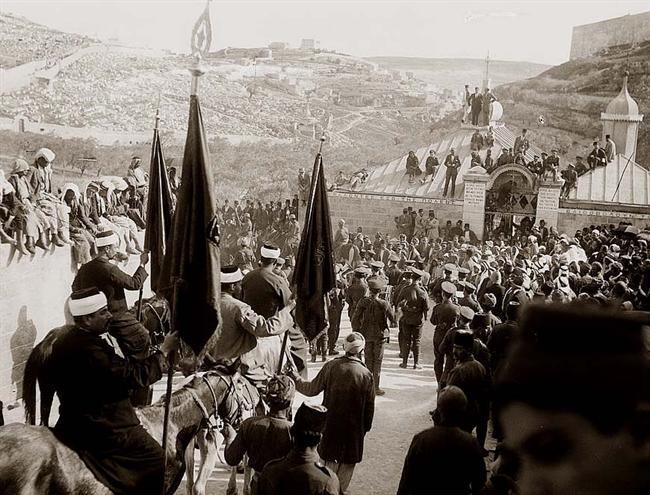
1920年のナビー・ムーサーの日

委任統治開始前から反ユダヤ暴動が起こり始める。1920年4月4日には、エルサレムでのムスリムのナビー・ムーサーの祭りの際に、シオニストやイギリスのユダヤ民族郷土計画に反対する騒動が起き、数日間の間に死者も出た（ナビー・ムーサー暴動とも呼ばれる）。1921年5月には、ユダヤ人共産主義者によるヤッファからテルアビブへのメーデー行進の際に暴動が起こり、騒ぎがパレスチナに広がり、ユダヤ人とアラブ人双方にそれぞれ50人弱の死者が出た。こうしたことから、ユダヤ人側は自衛を目的として民兵組織（ハガナー）を作り始める。
委任統治期間には3つの大きな反ユダヤ暴動が起こった。1920年から1921年にかけての上述の事件に続き、1929年8月15日にはユダヤ人青年組織ベタルのメンバーによる行進をきっかけにした嘆きの壁事件が起こり、ヘブロンの近代以前からのユダヤ人共同体で虐殺が起きる事態に発展した。1930年代にはナチ党の権力掌握でヨーロッパからの大量のユダヤ人流入が起こりアラブ人との間で土地を巡る対立が深まり、1936年から1939年にかけてはパレスチナのアラブ反乱が起きた。ハジ・アミン・アル＝フサイニー率いるアラブ人指導部はイギリス政府にユダヤ人移民の制限やユダヤ人への土地売却禁止を求めてパレスチナ全土でゼネストに入り、イギリス軍はその鎮圧に長期間を要した。委任統治の限界が明らかになったこの大反乱で、ユダヤ人側はユダヤ機関やハガナーがイギリス軍に協力して戦った。一方で、この時期から強硬派のユダヤ人がエツェル（イルグン）やレヒのような武装組織を結成し、アラブ人とイギリス軍の双方に対してテロも含む過激な攻撃を繰り広げた。

### パレスチナの経済

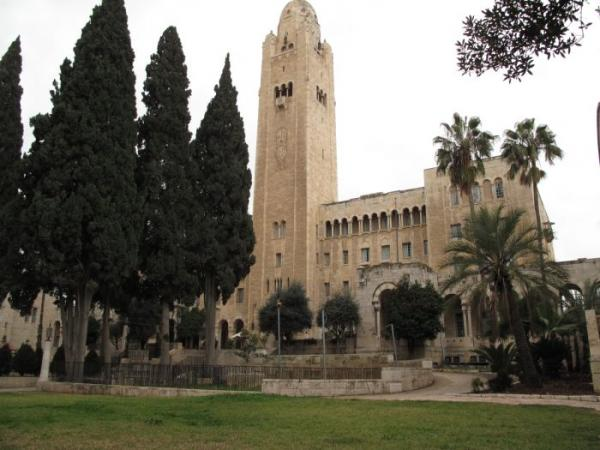
委任統治期に立てられたエルサレムのYMCA

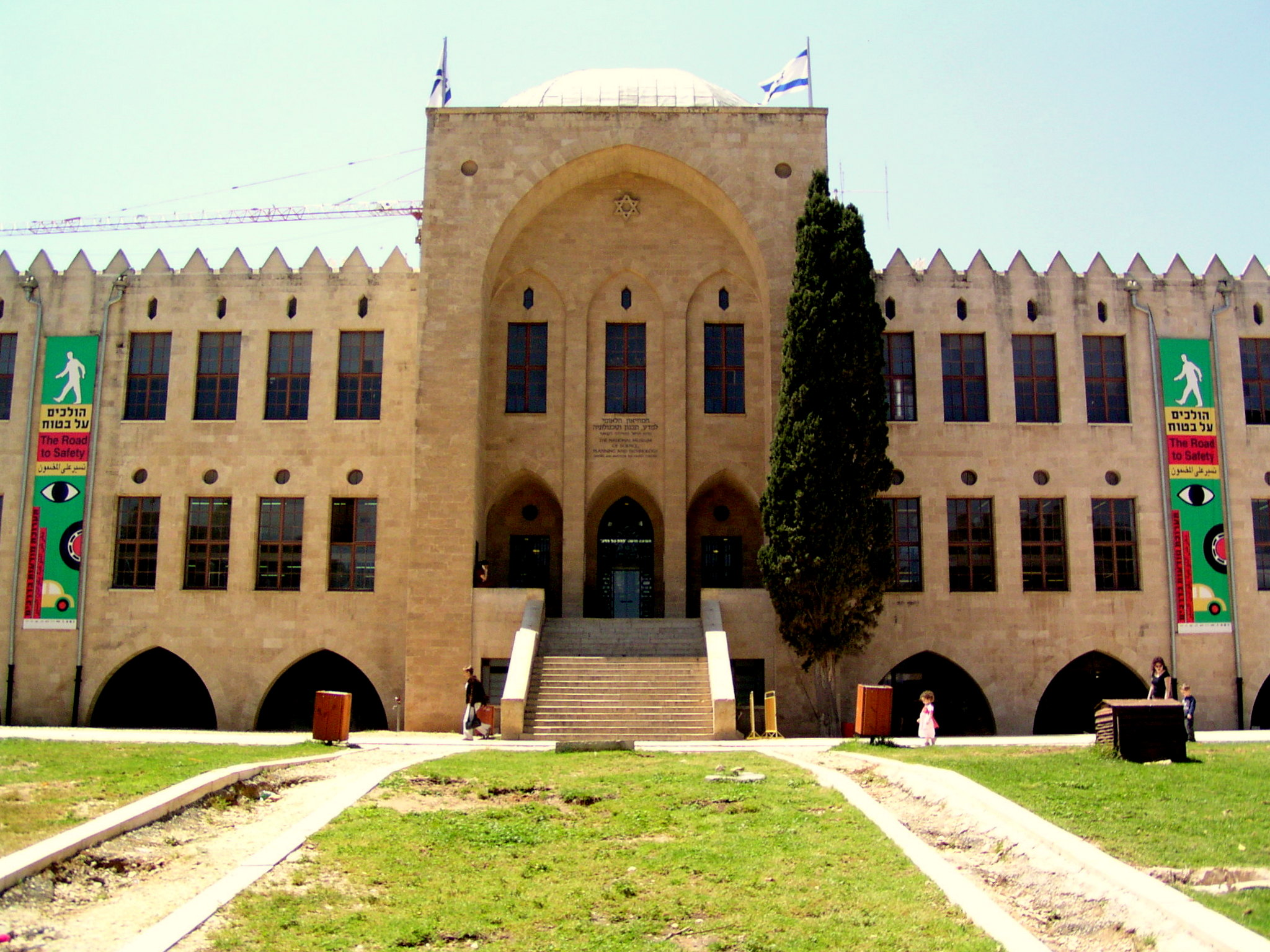
ハイファのテクニオン（イスラエル工科大学）

1922年から1947年までの委任統治期間、パレスチナ経済のうちアラブ人部門の年経済成長率は6.5%（一人あたりでは3.6%）であった一方、ユダヤ人部門の年経済成長率は13.2%（一人あたりでは4.8%）に達した。これは主に、移民の増加と、海外からの投資増や資本流入による。ハリーディーによれば、1936年にはユダヤ人経済がアラブ人経済を上回り、ユダヤ人の一人当たりの所得はアラブ人の2.6倍にも達していた。パレスチナのアラブ人の所得は、他の地域のアラブ人を若干上回る程度だった。
人的資本の点から見ればユダヤ人とアラブ人の間には大きな差があった。1932年の識字率は、ユダヤ人は86%に達した一方、アラブ人の識字率は順調に伸びつつあったとはいえまだ22%に過ぎなかった。この数値はエジプトやトルコの識字率より高く、レバノンを下回る。1939年頃の人間開発指数を計算すると、当時の36カ国のうちでパレスチナのユダヤ人は15位に相当し、パレスチナのアラブ人は30位に、エジプトが33位でトルコが35位となる。パレスチナのユダヤ人は主に都市に住み、1942年には76.2%が都市部在住だった。同時期、アラブ人の68.3%が農村部に住んでいる。ハリーディーは著作で、パレスチナのアラブ人の社会は、ユダヤ人社会（イシューヴ）よりは劣勢にあったものの、他のアラブ社会よりも進んだ位置にあったと述べている。
委任統治期に、パレスチナの産業や教育は大きく進歩した。1919年、ユダヤ人社会は中央集権的なヘブライ語初等教育システムを築き、1924年にはハイファにテクニオン（イスラエル工科大学）が、1925年にはエルサレムにヘブライ大学が成立した。労働組合として成立したヒスタドルートがユダヤ人労働者の生活をさまざまな面で支える組織になってゆくが、1930年代に入って入植したドイツからの移民はさまざまな産業を持ち込み、ヒスタドルート中心の社会主義的・協同組合的経済体制と対立し始める。

### パレスチナのアラブ人指導部
パレスチナにおけるイスラム教の指導者は「エルサレムのムフティ」であったが、オスマン帝国時代には限られた地域を管轄するだけで権威も限られていた。イギリス委任統治当局はこれを「パレスチナの大ムフティ」へと格上げした。また最高ムスリム委員会（Supreme Muslim Council, SMC）を設置し、ワクフ（宗教的な寄進）の管理、カーディー（宗教裁判官）や各地域のムフティの任命など、オスマン帝国時代はイスタンブールの官僚が行ってきた業務にあたらせた。

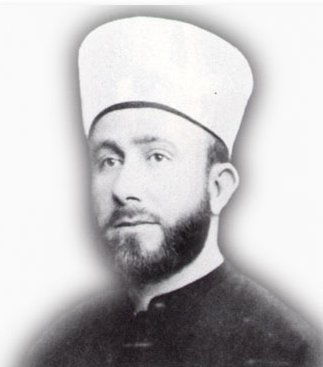
大ムフティとなったムハンマド・アミン・アル＝フサイニー（ハジ・アミン・アル＝フサイニー）

パレスチナのアラブ人統治にあたり、イギリス当局は中層や下層の大衆との交渉よりも、オスマン帝国時代に権威を確立していた一握りのエリート一族との交渉をもっぱら選んだ。1921年にイギリス当局がパレスチナの大ムフティに選んだのは、エルサレムの名門フサイニー家出身で、後に代表的な反シオニスト・反ユダヤ活動家となるハジ・アミン・アル＝フサイニーであったが、彼は当時はまだ20代半ばと若く、エルサレムのイスラム指導者たちからの支持は非常に低かった。彼のライバルとなるのは、フサイニー家のライバルである名門ナシャシビ家出身のラジブ・ベイ・アル＝ナシャシビ（Raghib al-Nashashibi）であった。1920年のナビ・ムーサー暴動の際、事態を煽ったとの理由で当時のエルサレム市長ムーサー・カジム・アル＝フサイニーがイギリス当局に解任された後、アル＝ナシャシビが市長に任命され、1934年までの長きに渡ってエルサレム市長という要職を占め続けた。

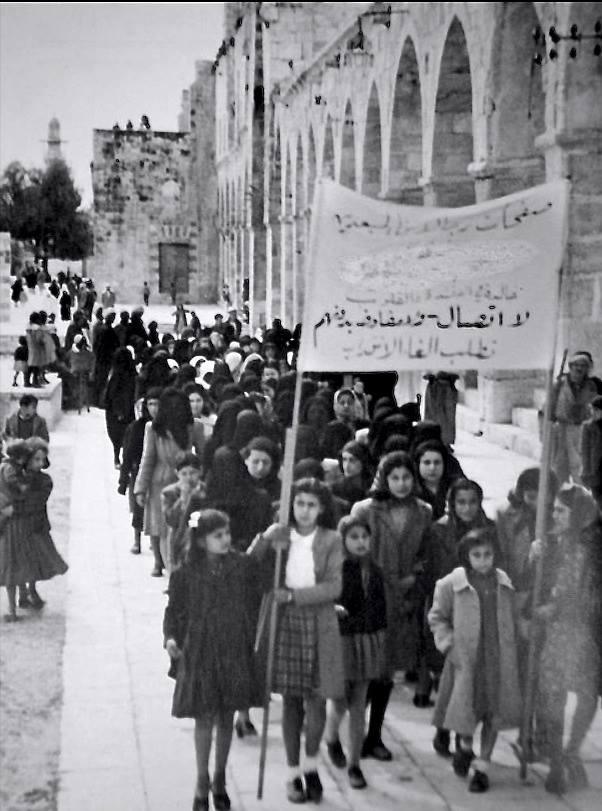
1930年にエルサレムで委任統治に反対するデモを行うアラブ人女性。横断幕には「委任統治が終わるまで対話も交渉もしない」と書かれている

委任統治の期間、特にその後半は、大ムフティのフサイニーとエルサレム市長のナシャシビの対立関係がパレスチナ政治を独占した。ハリーディーは著書で、こうしたアラブ人指導者が大衆の支持取り付けに失敗したのは、フサイニー家やナシャシビ家はオスマン帝国時代に支配者階級の一員であった経験から、部下の軍人を従わせることには慣れていても、大衆の動員という発想には疎かったことが原因として挙げられるとする。
先述の通り、1920年・1921年にはユダヤ移民に対する暴動が既に起こり、1929年にはより大きな嘆きの壁事件が起こった。1920年代から1930年代初頭にかけて、ユダヤ人の移民増加に対するアラブ人の不満が蓄積した。この時期には、アラブ人同士で争いあうアラブ人指導層や名門一族に対して、特に若い世代のアラブ人の間で反発が高まり、さらに草の根の反英・反シオニストの動きなども合流した。ムスリム同胞団の影響を受けた青年ムスリム協会（Jam'iyyat al-Shubban al-Muslimin）、より過激なナショナリストであるパレスチナ独立党（Hizb al-Istiqlal, インド国民会議のイギリス製品ボイコット運動に倣い、英貨排斥を訴えた）、イッズッディーン・アル＝カサム（Izz ad-Din al-Qassam）率いる武装組織「黒い手」（al-Kaff al-Aswad）などがある。しかしこうした運動は委任統治当局や、当局の意向を受けたアラブ人指導者、特に大ムフティのアル＝フセイニーやそのいとこのジャマル・アル＝フサイニー（パレスチナ・アラブ党の創設者）らにより鎮圧された。

### 1936年-1939年のアラブ大反乱
1930年代半ばにはナチスを逃れたユダヤ人の大量移民と大規模な土地購入とが続き、アラブ人の間の反ユダヤ感情は高まった。アル＝カサム率いる「黒い手」は農民らから志願者を募って武装訓練を施し、1935年には200人から800人を擁する武装勢力となった。彼らは火器や爆弾でシオニスト入植者を襲い、また入植者の植えた果樹やイギリス当局の敷設した鉄道に対する破壊を行った。1935年11月には「黒い手」の構成員2名が、果物泥棒を警戒していたパレスチナ警察と銃撃戦を行い警官に死者が出た。以後、イギリス当局は警察を動員して「黒い手」に対する一斉捜索を行い、アル＝カサムはジェニン近郊のヤーバドの洞窟で警官に包囲され殺害された。これはアラブ人の間に動揺と怒りを広げた。

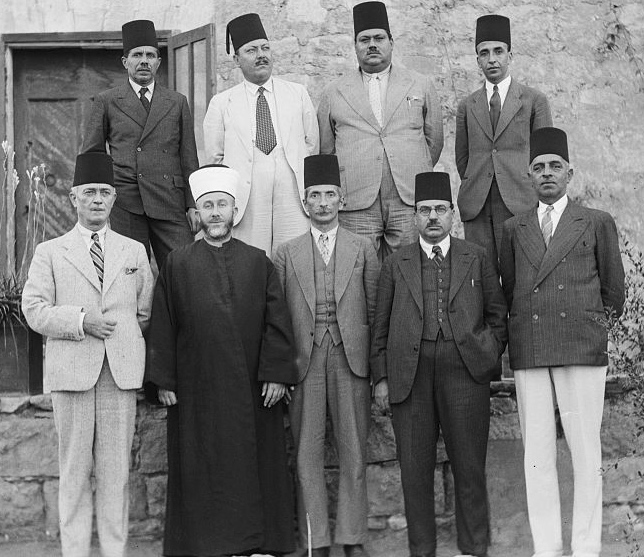
アラブ最高委員会。手前の一番左が元エルサレム市長で国防党党首のラジブ・ベイ・アル＝ナシャシビ、その右がエルサレムの大ムフティで最高委員会議長のハジ・アミン・アル＝フサイニー

翌1936年にはついにパレスチナのアラブ反乱（大蜂起）が起きた。1936年4月から10月まで、パレスチナのアラブ人労働者は長期間のゼネストに突入したが、これが大反乱の第一期となる。ゼネストと同時に政治指導層も動いた。第一次中東戦争までの間のパレスチナのアラブ人の政治機関となるアラブ最高委員会（Arab Higher Committee）が編成された。議長にはハジ・アミン・アル＝フサイニーが就き、フサイニー家の面々のほか元市長ナシャシビなどアラブ人の主だった指導者が結集している。同年夏、多数のユダヤ人所有の農園や果樹園が破壊され、ユダヤ人市民も次々と襲撃されて殺され、入植者集落の中には安全な場所へ集団移転したものもあった。
この事態に対し、イギリス政府は本国から元大物政治家ウィリアム・ピール公爵率いるピール調査団を派遣し、ヴァイツマンやフサイニーら双方の指導者に調査を行った。翌1937年、ピール調査団はパレスチナの大部分をアラブ人国家とユダヤ人国家に二分し、エルサレムから地中海にかけての一部のみをイギリス委任統治領とする「ピール分割案」を提出する。トルコとギリシャの武力衝突を収束させた希土戦争後の大規模な住民交換にならい、パレスチナでもユダヤ人とアラブ人の住民交換を行うこととし、面積では小さなユダヤ人国家からはアラブ人住民が退出し、アラブ人国家からはユダヤ人住民が退出してトランスヨルダンと連合することとなっていた。この案はアラブ側からも、シオニスト会議からも拒絶されたが、どのような形であれユダヤ国家建国を求めるユダヤ人側はこれを今後のイギリスとの交渉の土台とすることを受け入れた。

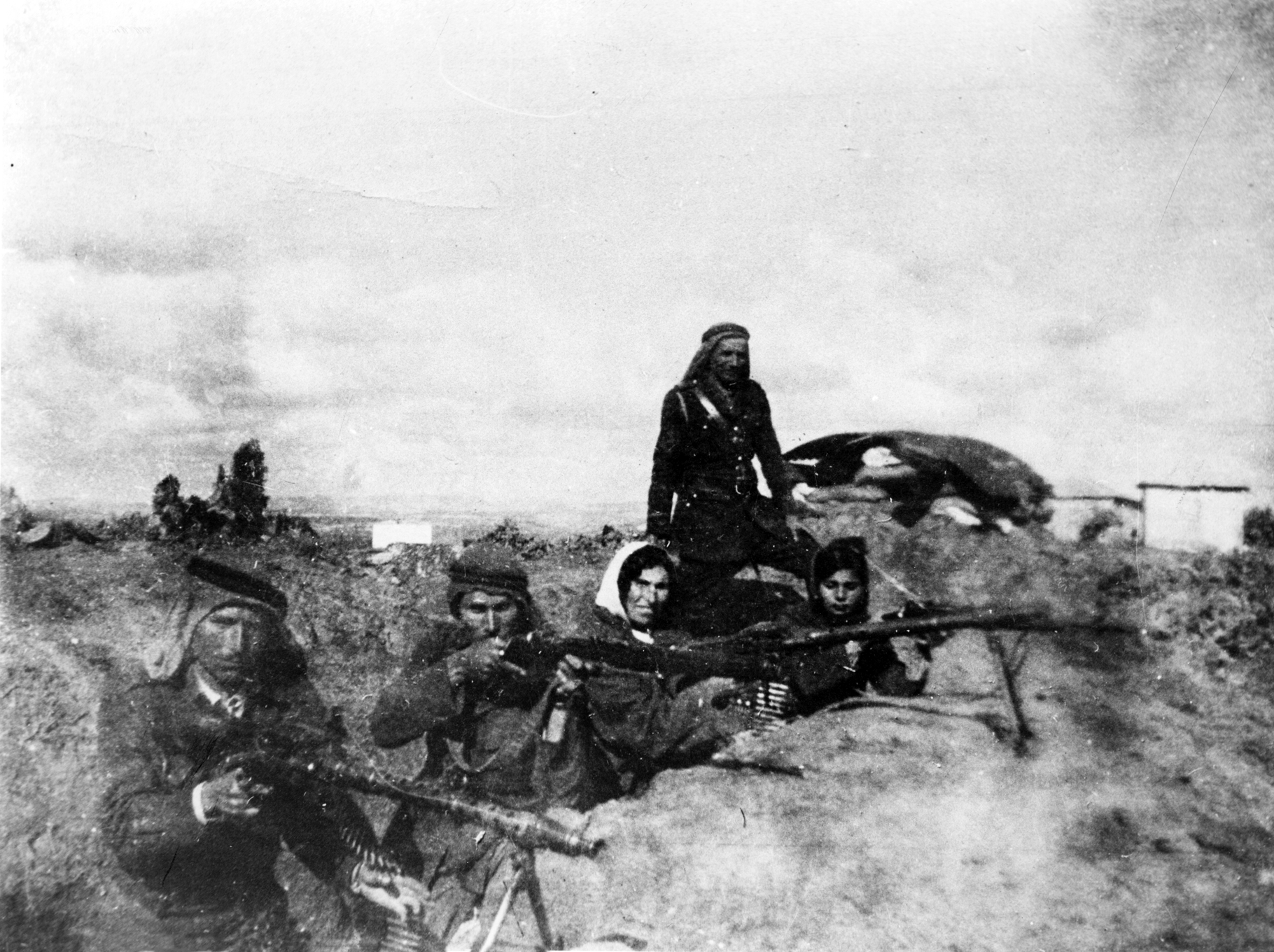
イギリス軍と戦うアラブ反乱軍の兵士

アラブ大反乱は、ピール分割案が双方に拒絶された後の1937年秋から第二期に入った。この時期、アラブ人はイギリス軍やユダヤ人武装勢力との間で暴力的な武力闘争を展開するようになった。イギリス軍はナブルスとヘブロンを失い、18か月にわたって奪還することができなかった。イギリス軍は6,000人の武装したユダヤ人補助警官や武装組織成員らとともに、パレスチナ全域に広がった武力闘争を圧倒的な数の兵士で抑え込もうとした。1938年、エルサレムに総司令部を置くイギリス軍の情報士官で後にビルマの戦いで日本軍とも闘うオード・ウィンゲートは、ハガナーの兵士や警官などのユダヤ人とイギリス軍歩兵を組ませて特別夜間部隊（Special Night Squads、SNS）を設立し、ガリラヤ湖南部地域などで大きな戦果をあげた。この部隊には、後にイスラエルの軍人・政治家となるイーガル・アロンやモーシェ・ダヤンも在籍し訓練を受けた。また、ハガナーと対立する右派ユダヤ人の武装組織エツェルも独自にアラブ人と戦い、村落を襲撃したり市場やバスを襲ったりした。
このアラブ大反乱の結果は、アラブ人の死者5,000人、負傷者10,000人という結果になった。この時期、アラブ人の成人男性の1割が殺されるか負傷するか逮捕されるか追放されるかしている。1939年3月に反乱が収束した時点での犠牲者は、アラブ人5,000人以上、ユダヤ人400人、イギリス人200人などという結果だった。アラブ人によるユダヤ人襲撃という出来事は、3つの永続する影響を残した。一つはユダヤ人の地下武装組織が成立しますます大きくなったこと、もう一つはアラブ人とユダヤ人の各共同体の共存が不可能とされ始め、パレスチナ分割が話題に上りだしたこと、最後にイギリス当局はアラブ人の意向を無視できなくなったことである。イギリスはアラブ大反乱の鎮圧に大きな戦力を割いており、欧州などの情勢が悪化する中で、これ以上の兵力を割くことになる大きな反乱をアラブ圏で起こすことはできなかった。イギリスはユダヤ人からの協力については確信できるため問題ないと感じており、アラブを刺激して反英運動が全アラブ圏に広がることのほうを危惧していた。
アラブ大反乱は、アラブ人社会に対し、政治的指導力、社会の団結、軍事力などへ大きな禍根を残した。アラブ人社会が1947年から1949年にかけて、イスラエル独立前夜の軍事衝突および第一次中東戦争という最も重大な局面に直面した時点で、彼らはまだアラブ大反乱でのイギリスによる鎮圧での打撃に苦しんでおり、統一した指導部を持つことができない状態であり、指導力の不在とすら言える状態であった。

### マクドナルド白書と大戦下のパレスチナ

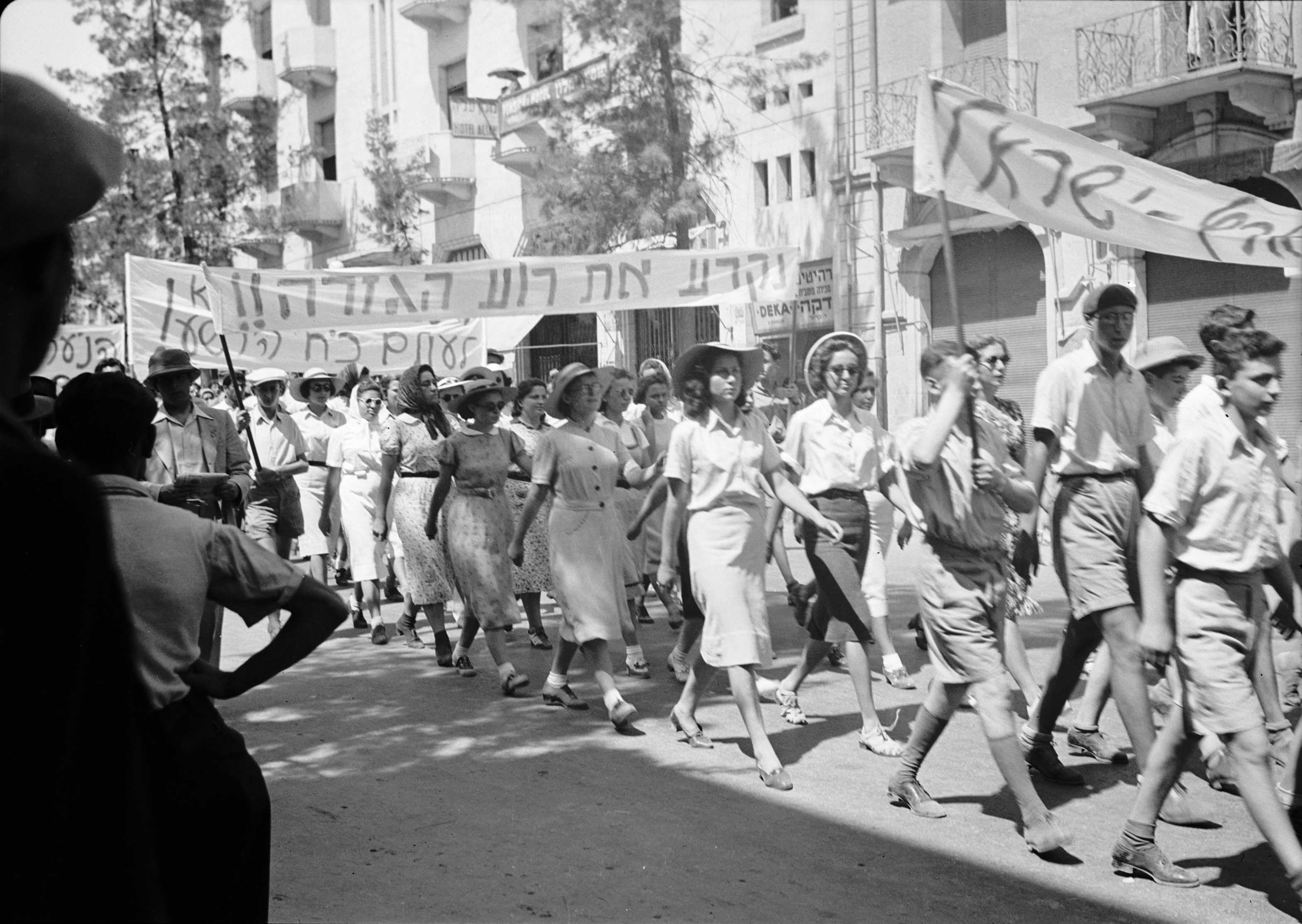
1939年5月、エルサレムのキング・ジョージ・アベニューで白書反対デモを行うユダヤ人市民

ピール分割案後、1938年1月のウッドヘッド分割案も、1939年2月のロンドンでの平和会議でも、イギリスはユダヤ人とアラブ人の双方の和解の道筋を見出すことができなかった。一方で1938年7月にはアメリカ合衆国主催でナチスからのユダヤ人難民の受け入れを巡る国際会議・エヴィアン会議が開かれたが、イギリスはユダヤ人への移民枠を広げようとしなかった。
1939年、ネヴィル・チェンバレン政権の植民地大臣マルコム・マクドナルドは、パレスチナ白書（マクドナルド白書）を発表した。この白書はもともと1938年11月9日に発表され、1939年5月に議会で承認されたものであった。この白書で書かれた3つの基本方針はユダヤ人指導者やユダヤ人社会にショックを与えた。第一に分割案を破棄し、すでに45万人ものユダヤ人の入植が済んだため「ユダヤ人民族郷土」は成立したものと判断し、ユダヤ人とアラブ人が共同で統治する「統一パレスチナ国家」の10年以内の独立を求めた。第二にユダヤ人移民を次の5年で7万5千人に抑制し、以後の移民枠はアラブ人の同意を必要とするとした。第三に、それまで規制がなかったアラブ人からユダヤ人への土地売却規制をうたった。

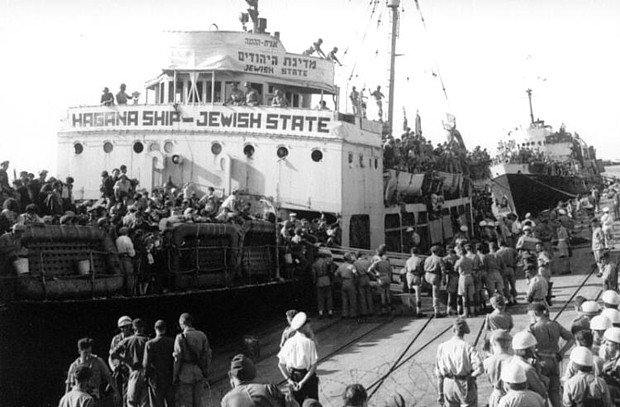
1947年10月、ハイファ港に入港するハガナーの移民船「ジューイッシュ・ステート」。ハガナーが運行する移民船がヨーロッパとパレスチナの間を往復した。こうした移民はしばしば移民枠を無視した非合法移民であった

ユダヤ人指導部はこの白書に反発を示し、以後は「非合法移民機関」を設立し、移民枠を無視した非合法移民（アリヤー・ベート）を実行したが、これは密入国船の事故や拿捕といった悲劇も起こした。直後に第二次世界大戦とホロコーストが激化し、年15,000人の移民枠はヨーロッパを逃れたユダヤ人であっという間にいっぱいになり、多くのユダヤ人が不法移民としてパレスチナに入った。ユダヤ人を逃がす地下組織によって救出されたヨーロッパのユダヤ人はパレスチナへ密入国船で入ろうとしたが、その多くが拿捕され、船に乗っていたユダヤ人不法移民はイギリス当局によりモーリシャス島などへ送られ抑留された。1942年2月にはストルマ号（SS Struma）がルーマニアからパレスチナに向かおうとして黒海でソ連の潜水艦により攻撃され、800人以上が死亡した。もう確実なものとなったかに思われたユダヤ人のイギリスへの協力姿勢は霧散し、右派ユダヤ人は反英テロ活動すら開始した。一方で、アラブ最高委員会の側も、10年後に独立を先延ばしされたこと、ユダヤ人の移民は厳しい制限をかけられたがそれでも禁止されなかったことなどから白書へ反対する姿勢を示した。この時期に南アフリカ連邦の首相だったヤン・スマッツはマクドナルド白書反対とシオニズム支持を訴えて声を上げており（ただし南アフリカへのユダヤ人移民の受け入れは規制した）、後にイスラエルの首脳陣からは恩人と称えられている。
アラブ世界のほとんどと同様に、パレスチナでも、第二次世界大戦でどの勢力について戦うかについて意見の一致は見られなかった。指導者や大衆の多くは、枢軸国の躍進を見て、枢軸国が勝利すると予想し、パレスチナからシオニストやイギリスを追い出す助けにできないかと考えた。アラブ人自体はナチスの人種理論では低く見られていたにもかかわらず、ナチスはイギリスと戦うために、アラブ人のイギリスの覇権に対する戦いを援助しようとした。親衛隊全国指導者ハインリヒ・ヒムラーはアラブ人の応援を得ることに敏感で、エルサレムの大ムフティであるハジ・アミン・アル＝フサイニーに対して、アラブ人民とドイツ人民の連帯を訴え、ユダヤ人に対する戦いを鼓舞する電報などを送っている。アル＝フサイニーは戦争末期をナチス・ドイツ及びその占領地で過ごしており、ボスニアではムスリムのボスニア人を武装親衛隊に参加するよう薦めることもしている。アル＝フサイニーは戦後もパレスチナに戻ることができず、エジプトやレバノンを点々とした。
一方パレスチナのユダヤ人の中にも、ナチス・ドイツに接触して協力を申し出たレヒのように、枢軸国に協力してイギリスと戦おうという極端な意見が存在した。彼らはドイツ軍がパレスチナに侵攻してイギリスを追い出すのを協力し、その後に全体主義的なユダヤ国家を作ってナチスがヨーロッパから追放するユダヤ人の受け皿になろうとしたが、ドイツ側は少数勢力であるレヒからの提案から手を引いていった。パレスチナの主流派ユダヤ人を代表するユダヤ機関はなおもイギリスにユダヤ人移民を再開させる希望を捨てておらず、第二次世界大戦ではイギリス側に立った。パレスチナのアラブ人6,000人とユダヤ人30,000人がイギリス軍に参戦した。1940年6月10日、イタリアはイギリスに宣戦布告しドイツ側に立って参戦し、その一ヶ月後にはイタリア軍がテルアビブおよびハイファに対する空襲を行っている。
1942年はイシューヴ（パレスチナのユダヤ人共同体）にとって不安と恐怖の時期だった。エルヴィン・ロンメル率いるドイツ軍はスエズ運河を目指して北アフリカを進撃しており、このまま進めばパレスチナもドイツ軍に占領されるのではないかという恐れがイシューヴに広がった。この時期は「不安の二百日」と呼ばれる。ユダヤ人共同体は、ドイツ軍侵攻に対抗するため、イギリス軍の援助で予備兵中心のハガナーの中に高度に訓練された常備兵部隊であるパルマッハを編成した。1944年7月にはイギリス政府はパレスチナのユダヤ人で編成されたユダヤ旅団の設置を決めている。彼らは同じくパレスチナのアラブ人で編成された旅団とともにイタリア戦線に送られ、最後の攻勢に参加した。イタリアとユーゴスラビアとオーストリアの国境に近いタルヴィージオに駐屯したユダヤ旅団は、ホロコーストからユダヤ人を逃してパレスチナに送り込む地下組織ブリハー（Bricha）に協力しており、旅団解散後も兵士の多くがこの任務に引き続き携わった。この旅団に所属した兵士の多くが建国後の新しいイスラエル国防軍の中核になった。
戦後になるとパレスチナへの不法移民も再び活発になった。ヨーロッパの難民キャンプには25万人のユダヤ人が収容されていたが、彼らに同情する世界の世論、とりわけアメリカ合衆国の再三の要請にもかかわらず、また10万人のユダヤ人の即時パレスチナ入域を求める英米委員会の勧告にもかかわらず、イギリスは移民の抑制を継続した。

### ユダヤ人の反英運動

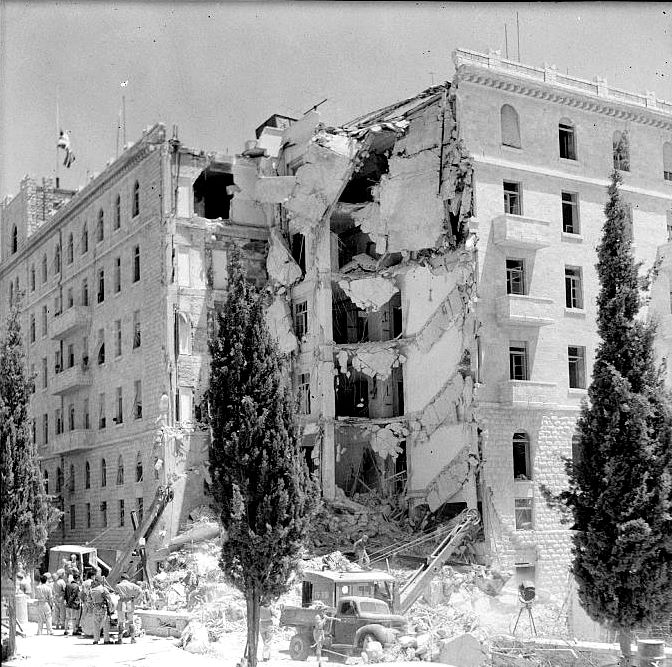
キング・デービッド・ホテル爆破事件

右派ユダヤ人の武装組織レヒとイルグン（エツェル）は、1940年と1944年の2回にわたり反英武装蜂起を行っている。1944年11月6日にはカイロでウォルター・ギネス初代モイン男爵（Walter Guinness, 1st Baron Moyne、駐カイロ英公使であり中東担当大臣）の暗殺を決行した。モイン男爵の暗殺後、主流派ユダヤ人の武装組織ハガナーは、イルグンのメンバーに対する誘拐、尋問、イギリス軍への引渡しなどを開始し、ユダヤ人同士での戦闘が起こった（この事態を「狩りの季節」 Hunting Season と呼ぶ）。内戦状態を避けるため、イルグンはメンバーに対して暴力による抵抗をしないよう指示せざるを得なくなった。
第二次大戦後の1945年夏になり、ハガナー・イルグン・レヒの三者は連合して「ユダヤ人抵抗運動」を結成し、イギリスの行政や軍に対する武装蜂起を開始する。1946年6月16日深夜には、ハガナーのメンバーがパレスチナから隣国へ向かう道路橋や鉄道橋を同時に爆破する「橋の夜」事件が起きた。1946年6月29日に警察及び軍がユダヤ人武装組織の指導者を一網打尽にしたアガタ作戦（「黒い土曜日」）の直後、1946年7月22日、イルグンはアガタ作戦で押収されたユダヤ機関に関する資料を抹消するため、エルサレムの最高級ホテル・キング・デイヴィッド・ホテルに対する爆破事件を起こした。このホテルの南翼はイギリス委任統治当局および軍司令部が使用しており、ホテルの南西部が崩壊して90人以上が死亡した。このテロ事件後、イギリス当局はユダヤ人不法移民をキプロスへ追放している。
こうしたテロ事件の連続や、アメリカなどからパレスチナにユダヤ人を移民させるよう圧力を受け続けたことから、イギリス国民の多くはパレスチナの統治を負担に感じるようになった。イギリス労働党は総選挙において、ユダヤ人のパレスチナへの大量移民容認を打ち出していたが、政権についたものの実行することはなかった。ユダヤ人の反英運動を押さえるために、10万人規模のイギリス軍の駐屯が必要になると見込まれたことは、パレスチナ統治継続への疑念を高めた。また、イルグンおよびレヒのメンバーによるテロ事件、例えば1947年5月4日のアッコ監獄解放事件、同年7月の英軍軍曹二名誘拐・処刑事件はイギリスに衝撃を与えた。この結果、イギリスは委任統治を終了し軍を撤退するという提案をせざるを得なくなった。

## 国連のパレスチナ分割案

国連のパレスチナ分割決議による分割案。黄色がアラブ国家、オレンジがユダヤ国家の範囲。エルサレムとその周辺は国連が統治する

1946年、イギリスとアメリカは、欧州のユダヤ人難民のパレスチナ受け入れやアラブ人の立場などに関して政策上の合意を図るため、英米調査委員会（Anglo-American Committee of Inquiry）を設立した。イギリス人とアメリカ人の政治家・外交官・学者ら6人ずつからなる委員会は、同年4月に全員一致の結論に達したことを報告した。委員会は、共同体を破壊され難民となったユダヤ人の新たな故郷となるべき土地はパレスチナ以外にはないが、難民の受け入れにはパレスチナだけでなく英米はじめ世界各国が協力すべきこと、アメリカ政府の主張する10万人のユダヤ人難民即時受け入れを認めることを主張した。アラブ人やユダヤ人のパレスチナ全体に対する主張に対しては、パレスチナはアラブ国家やユダヤ国家にはならないこと、一方が他方を支配することは決してあってはならないことを原則とするよう求めた。
しかし委員会の結論はすぐさま英米両政府によって危機に瀕した。アメリカのハリー・S・トルーマン大統領は、イギリス労働党政府が10万人の難民受け入れを支持しながら委員会の他の結論については認めないという声明を行ったことに怒りを示した。一方イギリスはアメリカに対し、委員会の報告を実現するための支援を要請した。これに対して戦争省は、パレスチナのアラブ反乱に対してイギリスが行う秩序維持活動に関与・支援するとすれば、アメリカ軍は30万人の派兵が必要となること、10万人のユダヤ人が一気に増えることはほぼ確実にアラブ人の新たな反乱を起こすことを報告している。英米調査委員会の報告を具体化するためにモリソン・グレイディ委員会（Grady-Morrison Committee）が引き続き設置されたが、その結論はユダヤ側・アラブ側双方に拒否される結果となった。
この委員会の顛末は、イギリスにとってはパレスチナの委任統治を断念する決定打となった。1947年2月18日、イギリス政府はパレスチナの委任統治の終了を望んでいること、パレスチナ問題を国際連合の場に提起することを発表した。国際連合は、1947年5月15日に国際連合パレスチナ問題特別委員会（UN Special Committee on Palestine, UNSCOP）を11カ国からの代表によって設立し、UNSCOPはパレスチナに調査団を派遣し関係者からの意見聴取を開始した。8月31日、UNSCOPは報告書を発表した。特別委員会のメンバーのうち7カ国（カナダ、チェコスロバキア、グアテマラ、オランダ、ペルー、スウェーデン、ウルグアイ）はパレスチナを分割して独立したアラブ人国家とユダヤ人国家を創設し、エルサレムを国際統治下に置くことを勧告した。3カ国（インド、イラン、ユーゴスラビア）はパレスチナを一つの連邦国家とし、その下に連邦構成国家としてユダヤ人国家とアラブ人国家を置くことを支持した。残るオーストラリアは棄権した。
1947年11月29日、国際連合総会は33対13（棄権10）で分割案を採択した（国際連合総会決議181、パレスチナ分割決議とも）。あわせて、2つの国家の国境案の一部を修正した。パレスチナの分割と2つの国の成立は、イギリスのパレスチナ撤退の日に発効することになっていた。なお、国際連合総会は勧告をする権限があるだけであり、国連総会決議181にも法的拘束力は存在しない。アメリカ合衆国とソビエト連邦の双方が分割を支持したほか、ハイチ、リベリア、フィリピンはアメリカの圧力およびシオニスト組織の働きかけにより投票直前で分割支持に変更した。アラブ連盟に加盟する5カ国は分割反対の投票を行った。イギリスは棄権した。
ユダヤ国家の母体となるユダヤ機関は分割案を受け入れた。パレスチナのユダヤ人の大多数が分割決議の採択のニュースに歓喜した。イスラエルの歴史教科書では、決議採択のあった11月29日をイスラエル成立の上で重要な日としており、この後のイスラエル独立宣言も国連総会決議181についてその法的根拠としている。ユダヤ人指導者の間には分割決議に対する反対もあった。イルグンの指導者メナヘム・ベギンは、祖国の分割は不法であり受け容れがたい、エルサレムは過去も未来もユダヤ人の都でイスラエルの地はイスラエルの民に戻されるべきだと主張した。
一方で、アラブ最高委員会などパレスチナのアラブ人指導者やアラブ人の多くが分割決議を拒否した。1947年11月および12月のアラブ連盟のカイロでの会合では、パレスチナの紛争の武力解決を目指す決議を相次いで採択した。
イギリスも分割決議を受け入れることを発表したが、決議がユダヤ人とアラブ人の双方にとって受容できるものではないとして、その執行を拒否した。イギリスは、委任統治終了までの移行期間に、パレスチナの行政権限を国連パレスチナ委員会と共有することも拒否した。1947年9月、イギリス政府は、パレスチナ委任統治は1948年5月14日の真夜中に終了することを発表した。

## 内戦状態

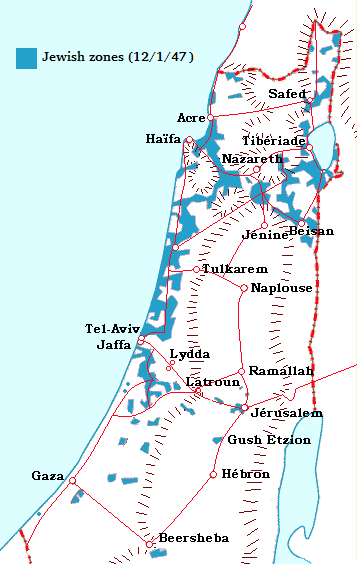
1947年12月1日時点でのユダヤ人入植地とパレスチナの主要道路

分割決議は大多数のユダヤ人の歓呼と大多数のアラブ人の反対によって迎えられた。アラブ最高委員会は12月1日からパレスチナ全土で数日に渡るゼネストを行ったが、暴力の応酬はすでに分割決議翌日の1947年11月30日から始まっていた。この日、テルアビブ東方でユダヤ人の乗ったバスがアラブ人によって銃撃され死者が出、エルサレムやハイファなどユダヤ人とアラブ人の混住地でもアラブ人による銃撃が始まった。ユダヤ人も暴力で対抗した。12月以降、イルグンやレヒはアラブ人で混雑するバス停や市場に爆弾を置く戦術を取った。多数の死者が出た爆弾テロに対して、アラブ側も翌2月以降に自動車爆弾を使ってシオニスト系新聞やユダヤ機関に対するテロを行い、多数の死者を出した。レヒはアラブだけでなくイギリス軍に対しても攻撃を行い、カイロからハイファへの列車に対する地雷テロで28人のイギリス兵を殺した。イギリス軍もイギリス委任統治当局も、このユダヤとアラブの内戦状態（パレスチナ内戦、1947年11月30日 - 1948年5月14日）を抑えることはもはやできなかった。
緒戦ではユダヤ人側は防戦に立った。ハガナーはハイファからテルアビブにかけての地中海沿岸とガリラヤ湖周辺に密集するキブツなどイシューヴ（ユダヤ人社会）を防衛し、入植者に多数の死者が出る中、ユダヤ人に対して農場や家などの持ち場を離れないよう呼びかけた。一方で多数のユダヤ人が住むエルサレムは孤立し、テルアビブからエルサレムへの街道はアラブ人の攻撃にさらされた。アラブ大反乱にも参加した民族主義者アブド・アル＝カディール・アル＝フサイニー（Abd al-Qadir al-Husayni）は、英軍出身のアラブ人やアラブ大反乱に参戦したアラブ人らを指揮して聖戦軍（Jaysh al-Jihad al-Muqaddas）を結成し、12月以降、エルサレムへ向かう補給の車列を何度も攻撃しエルサレムを孤立させた。このほかファウズィー・アル＝カウクジ（Fawzi al-Qawuqji）のアラブ解放軍（Jaysh al-Inqadh al-Arabi）が1948年2月に成立し、アラブ各国からの義勇兵も吸収していった。

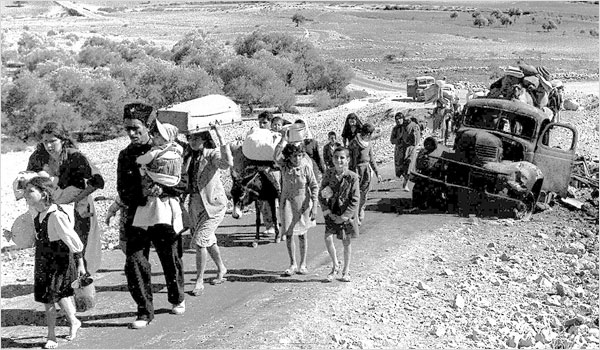
ガリラヤ湖周辺から避難するアラブ人。1948年後半

一方で1948年3月には、イガエル・ヤディンによって、フサイニーらによる車列攻撃やアラブ各国の干渉を排除し、パレスチナの要地を押さえる一方でアラブ人住民の追い出しも図るというダーレット計画が立案された。ハガナーは4月から攻勢を開始し、エルサレム・テルアビブ間の街道確保を目指すナフション作戦（Operation Nachshon）で、沿道のアラブ人村落の破壊と街道沿いのアラブ兵力排除に成功し、この戦いでフサイニーも戦死した。このとき、4月9日、エルサレム西方のデイル・ヤシーン村（ダイル・ヤーシーン村）をイルグンやレヒを主力とする部隊が襲い非戦闘員多数を虐殺するデイル・ヤシーン事件が起きている。これに対してアラブ側もユダヤ側の医療関係者の車列を襲うハダサー医療従事者虐殺事件を起こしている。
ハガナーなどユダヤ側の武装勢力が反攻を進めてアラブ側の武装勢力を押し返す中で、アラブ人住民は戦火にさらされる家や村を離れて避難を始めた。すでに暴力の応酬が激化した1947年12月から数万人単位の避難が始まっていたが、春からのユダヤ側の反攻やデイル・ヤシーン事件の虐殺の衝撃でさらに30万人が家を離れて周辺国へと逃れた。これがパレスチナ難民の始まりである。結局彼らの家も土地も没収され、そのまま現在まで戻ることはできないままである。ハガナーはガリラヤ湖周辺も制圧し、5月には地中海からガリラヤ湖にかけてのイシューヴとその周辺の広い範囲を支配下に置くことに成功した。

## 委任統治の終了
国際連盟委任統治領は、国際連合の発足後は信託統治領へと移行したが、イギリス委任統治領パレスチナはイギリスが統治を断念して国際連合にパレスチナ問題の将来を委ねた形になっていたため、信託統治に移行しなかった数少ない例外である（もう一つの例外は、南アフリカ連邦が委任統治していた南西アフリカで、信託統治への移行を拒否して併合を強行した）。
ヤルタ会談では、委任統治領は国際連合の信託統治下に置かれるべきだと指摘している。ユダヤ機関は国際連合憲章にもこの問題について何らかの条文が設けられるだろうと考え、憲章を制定するために開催されていたサンフランシスコ会議に、これまでバルフォア宣言や委任統治によって保障されてきたユダヤ人の独立国家たる権利が、どのような信託統治協定によっても変更できないよう、憲章にセーフガード条項を入れて欲しいと求める覚書を送った。しかしサンフランシスコ会議で決まった国連憲章では、第80条において、信託統治協定が国際文書の条項や委任統治下の法的状態を変えることができるとも読める条文を置き、ユダヤ機関の要望を拒絶した形になった。米国外交文書史料集FRUS（Foreign Relations of the United States）には、国連憲章第80条の交渉記録が残っており、パレスチナ委任統治については現状維持協定となるよう憲章が組み立てられていったことが示されている。現状維持の考えはアラブ連盟の主張にも含まれており、彼らは委任統治時代の1939年に公表されたパレスチナ白書の内容が緩和されてしまうことを恐れていたとも書かれている。
イギリスが、もともと委任統治領パレスチナの一部だったトランスヨルダン首長国の独立計画を公表すると、1946年の国際連盟の最後の総会と国際連合の総会では、この提案を支持するという内容の決議が採択された。しかし、ユダヤ機関や国際法学者の多くはこれに異議を唱えた。ダンカン・ホール（Duncan Hall）は、各委任統治は条約のような性質を持っており、条約であれば当事者の片側だけの意向で委任統治を変更することはできないとした。ジョン・マーロウ（John Marlowe）は、トランスヨルダンが1946年の条約で理論的には独立を与えられたにもかかわらず、トランスヨルダンの軍である「アラブ軍団」（Arab Legion、ヨルダン軍の前身）は名目上はトランスヨルダンの指揮下にあったものの、実際はイギリスの指揮下で警察業務やパレスチナとの国境の警備を行っていたことを述べている。ユダヤ機関のスポークスマンはトランスヨルダン独立問題について、トランスヨルダンは委任統治領パレスチナの不可分の一部であり、国連憲章第80条に基づき、ユダヤ人はトランスヨルダン領内に保障された権益を持つと主張した。
アメリカはトランスヨルダン独立を止める権利を有していたが、独立を認める方針を取った。1924年に英米間で交わされたパレスチナ委任統治領条約（Palestine Mandate Convention）では、アメリカ合衆国に対して、委任統治を終わらせようというイギリスの一方的な行動を延期させる権利を認めていた。また、トランスヨルダン独立に先立ち、1941年9月27日にフランスが示した委任統治領シリアおよびレバノン独立案では、「シリアおよびレバノンの独立および主権は、委任統治の結果生じた法的状態に何ら影響を与えない。影響を与えることのできるのは、国際連盟の理事会の合意、または1924年4月4日の仏米条約の当事者であるアメリカ合衆国政府の承認のみである」とされている。アメリカは、トランスヨルダンの委任統治の公式な終了については、フランス委任統治領シリアおよびレバノンの委任統治終了の前例に従うという政策をとることにした。これは、トランスヨルダンが完全な独立国として国連に加盟することで、委任統治終了が一般的に承認されることになるということを意味していた。これに対して、アメリカ議会の中からは、パレスチナ全体の将来の地位の方向付けが決まらない限り、アメリカの国連代表は、トランスヨルダンの地位の国際的決定を遅らせる手段を模索すべきだという決議を採択しようという動きが出た。
1946年、トランスヨルダンは国際連合への加盟を申請した。国際連合安全保障理事会の議長であったポーランド代表は、トランスヨルダンは連合した委任統治領であるパレスチナの一部であり、トランスヨルダンの委任統治が法的に終了していることを否定した。彼はアメリカの国務長官ジェームズ・F・バーンズがトランスヨルダンの時期尚早な国家承認に反対していることを指摘し、国連加盟はパレスチナ全体の問題が解決するまで検討されるべきではないとした。結局トランスヨルダンの国連加盟は承認されなかった。
一方、パレスチナ問題を審議する国連総会の場において、パレスチナ分割で誕生するユダヤ人国家にトランスヨルダンの一部を編入させるのが望ましいという意見が出ていた。1947年11月29日のパレスチナ分割決議採択の数日前、アメリカ国務長官のジョージ・マーシャルは、特別委員会においてユダヤ人国家にネゲヴ地方と「紅海への出口およびアカバ港」を与えるのが望ましいという言及が頻繁にあったことを述べている。ジョン・スネツィンガー（John Snetsinger）によれば、1947年11月19日、アメリカのハリー・S・トルーマン大統領のもとを、後にイスラエル大統領となるハイム・ヴァイツマンが訪れ、ネゲヴとアカバ港をユダヤ人の管理下に置き、これをユダヤ人国家に編入することが喫緊の課題だと迫った。トルーマンは国連のアメリカ代表に電話をかけ、ヴァイツマンの意見を支持していることを伝えた。
イギリスは国連に対し、1948年8月1日までに委任統治を終了させるという意思を伝えていた。1948年初頭、イギリスはパレスチナ委任統治を1948年5月14日で終わらせるという堅固な意思を公表した。これに対しアメリカのトルーマン大統領は3月25日の声明で、パレスチナの分割よりも国連信託統治を求める提案を行った。声明はこう述べる。「不幸なことに、いま平和的手段で分割を行うことはできないことが明らかになりつつある。… 緊急の行動がとられない限り、その日にはパレスチナには法と秩序を守ることのできる公的機関は不在になってしまう。暴力と流血が聖地に降ることになるだろう。パレスチナ国中の人々の間での大規模な戦闘が避けられない結果となるだろう」。

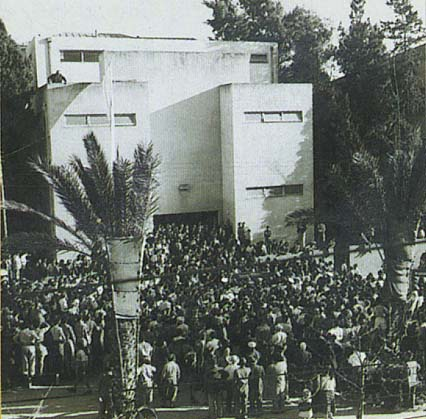
1948年5月14日の午後、テルアビブ美術館（現在は独立記念館）に集まった群衆の前でイスラエル独立宣言が読み上げられる

分割決議案では、新たに生まれる双方の国家に、国境内におけるあらゆる人々に、人種や宗教や性別の区別なく完全な市民的権利を保障するよう求めていた。将来のイスラエル首相ダヴィド・ベン＝グリオンに率いられたユダヤ人指導者らは、委任統治最終日の1948年5月14日（ユダヤ暦で5708年イヤールの5日）金曜日の午後、イスラエル独立宣言（ただしこの中では国境についての言及はなかった）を発表した。この日の真夜中に委任統治は終了し、独立宣言は有効となった。イギリスが撤退した日、ユダヤ人の臨時政府はイスラエル国家の成立を宣言した。独立を宣言したイスラエルを、ソ連、アメリカ、その他多くの国が承認したが、周囲のアラブ諸国からの承認はなかった。アラブ諸国はイスラエルに対して宣戦布告し、その後数日にわたり、700人のレバノン兵、1,876人のシリア兵、4,000人のイラク兵、2,800人のエジプト兵がパレスチナに侵攻し、第一次中東戦争が勃発した。また、トランスヨルダンのアラブ軍団4,500人も、数週間前にイギリス軍の任務を辞したイギリス人士官38人に指揮されパレスチナに侵攻した。その目標は、分割決議でエルサレムとその郊外に対して設定されていた「分離体」地区（Corpus separatum, コーパス・セパラタム）であった。この地域はユダヤ国家にもアラブ国家にも属しないはずであったが、独立宣言前後に行われたキルション作戦（Operation Kilshon）でハガナーにより占領されていた。この戦争をイスラエル側は「独立戦争」と呼んだが、大規模な難民が発生したアラブ側は「アン・ナクバ（大災厄）」と呼んだ。